# Weststeiermark

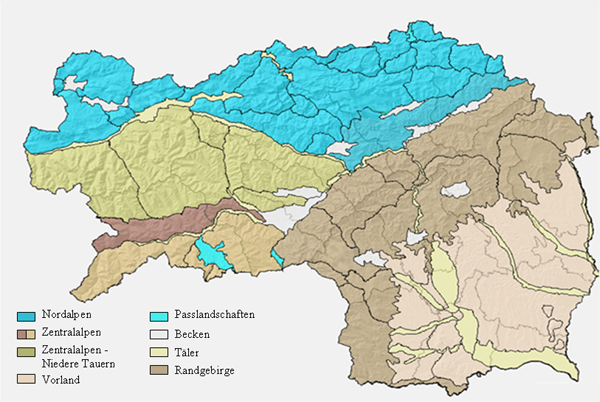
Die Weststeiermark liegt nicht im Westen, sondern im Südwesten der Steiermark: Vorland westlich der Mur und Randgebirge zu Kärnten

Die Weststeiermark umfasst diejenigen rand- und außeralpinen Gebiete des österreichischen Bundeslandes Steiermark, die westlich des Flusses Mur liegen.

## Geografie

### Lage und Landschaft

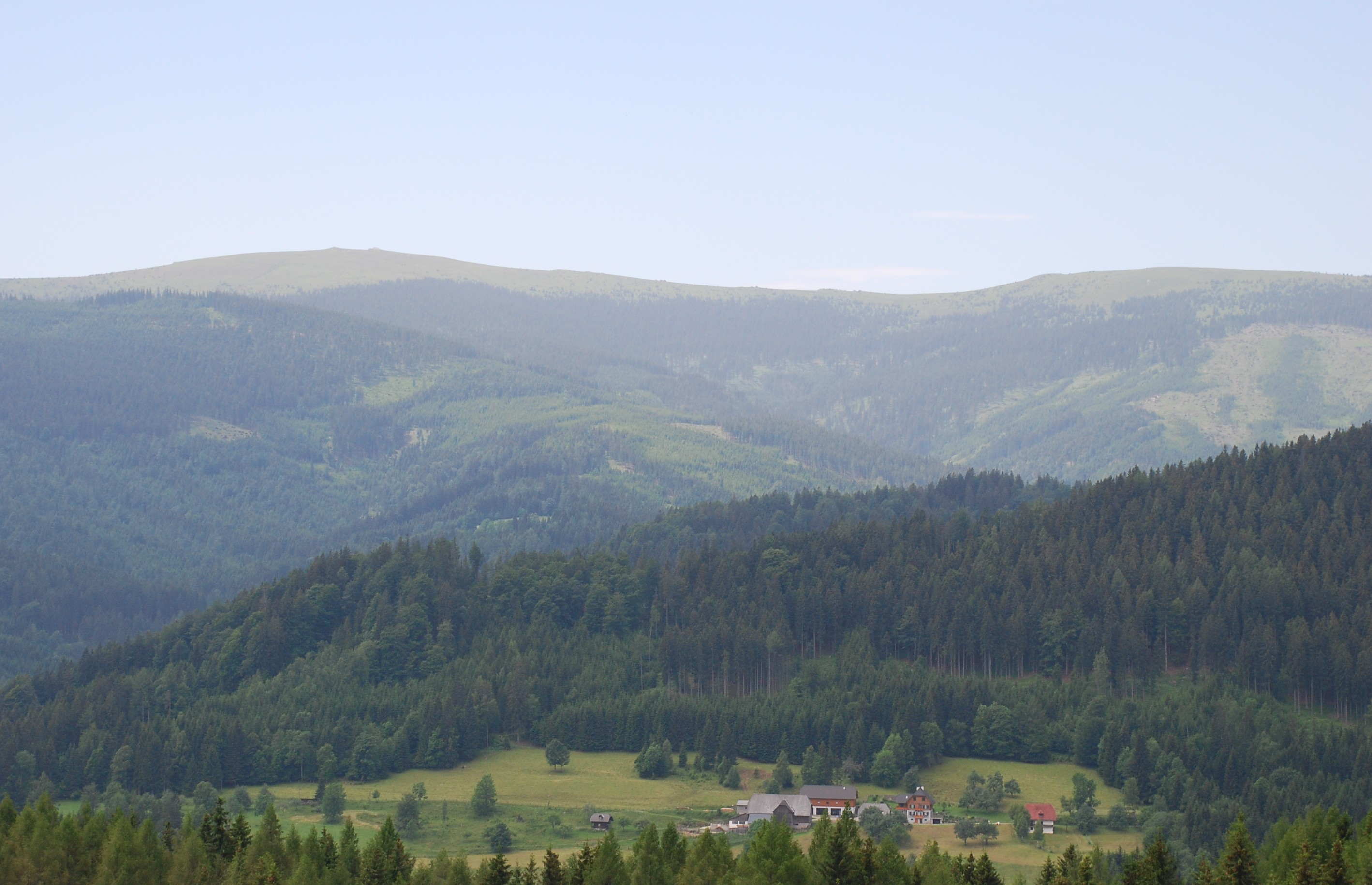
Koralmtäler am Oberlauf der Laßnitz, im Hintergrund die Handalm (li.) und der Weberkogel/Wildbachalm

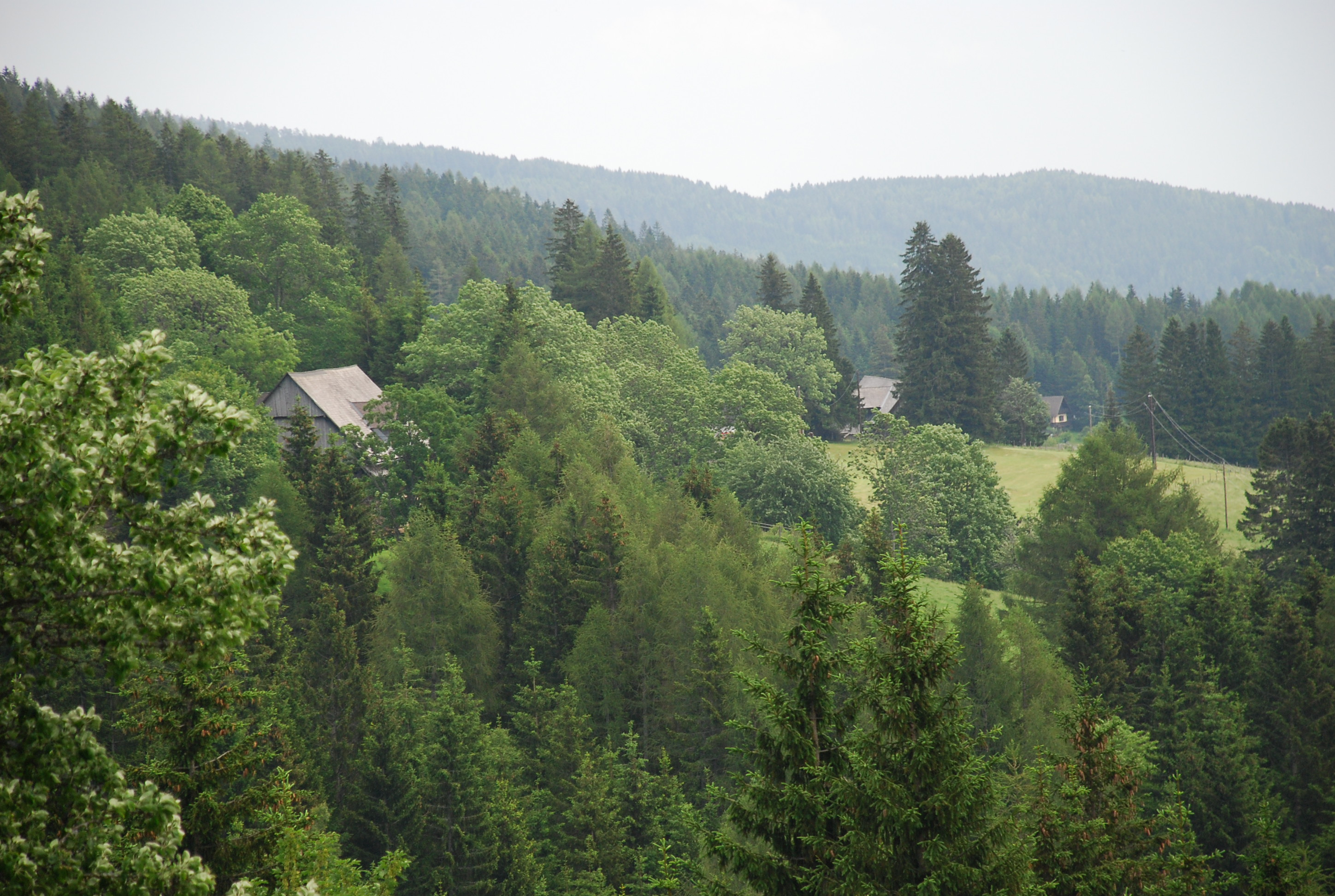
Die gebirgigen Teile der Weststeiermark (Lavanttaler Alpen) sind nur dünn besiedelt

Sausal im Süden des Weststeirischen Hügellands, dem Alpenrand

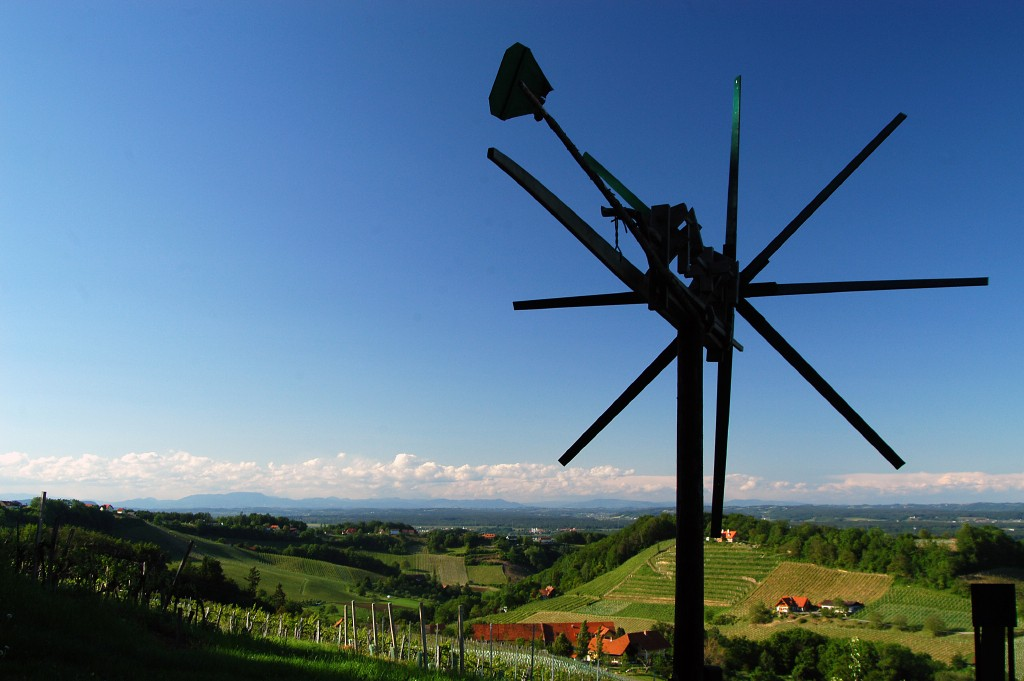
Blick auf südsteirische Murebene/Grazer Becken und gegen die Randgebirge östlich der Mur/Grazer Bergland

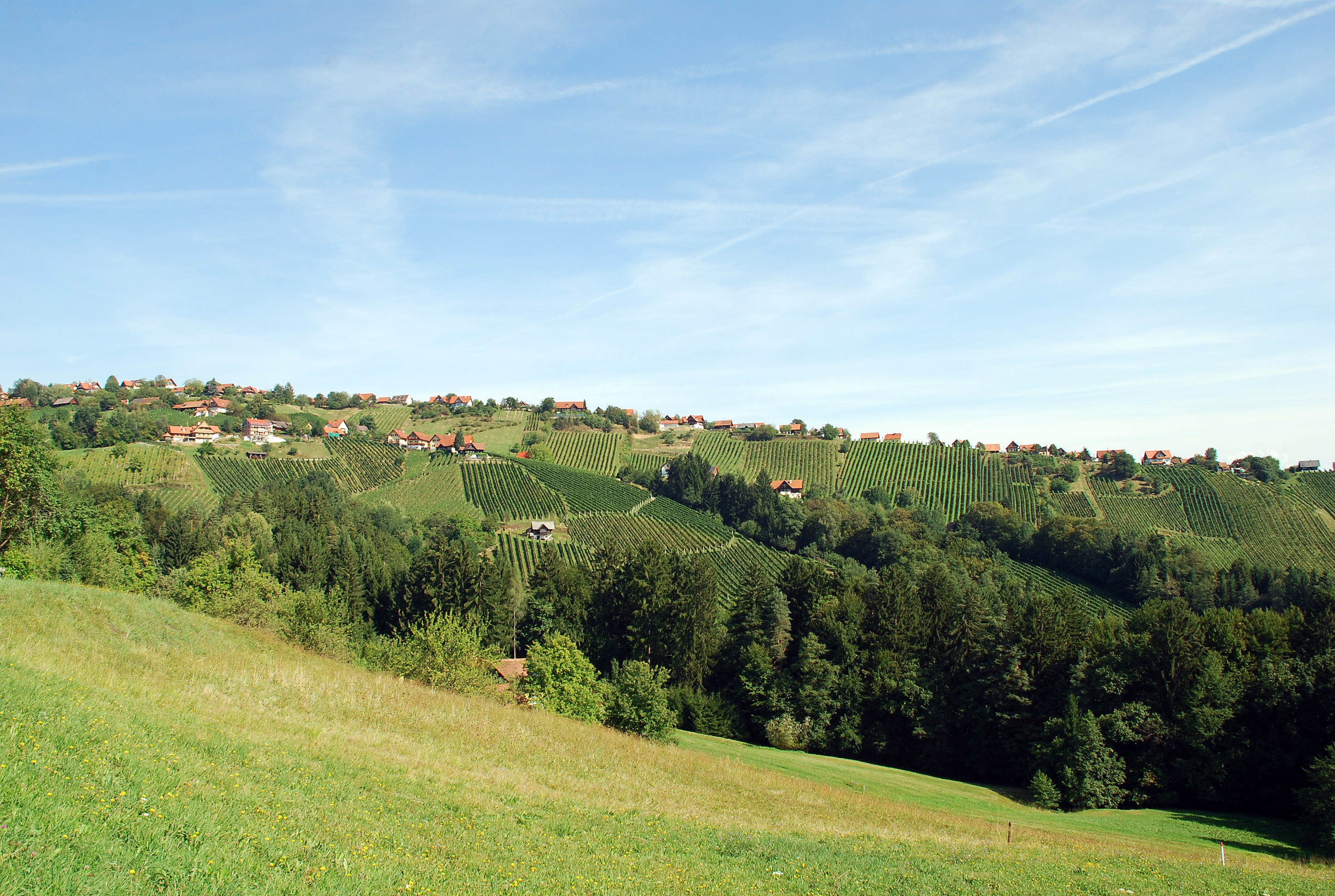
An den Hängen des Koralpenzuges liegen die Weingärten der Schilcherregion

Die Weststeiermark ist der westliche Teil der Mittelsteiermark. Sie umfasst den südwestlichen Teil des heutigen österreichischen Bundeslandes Steiermark, historisch Westmittelsteiermark genannt. Tatsächlich liegt die Weststeiermark im Südwesten der Steiermark; große Teile der Obersteiermark, die den inneralpinen Raum des Bundeslands umfasst, liegen westlicher als die Weststeiermark. Die Bezeichnung leitet sich aus der Zeit der Habsburgermonarchie ab, als Ost- und Weststeiermark zusammen die Mittelsteiermark des Herzogtums Steiermark bildeten, während die heute slowenische Untersteiermark das gemischtsprachige deutsch-slowenische Gebiet mit der Hauptstadt Marburg an der Drau (slowenisch Maribor) war.
Im Norden wird die Weststeiermark von Stubalm, Packalm, Gleinalm und Hochalm
zur Obersteiermark begrenzt. Im Süden bilden der Poßruck und der nördlichste Teil der Windischen Bühel die Grenze zur Untersteiermark, die heute zu Slowenien gehört. Im Osten ist die Mur die Grenze zur Oststeiermark. Im Westen bildet die Koralm die Grenze zu Kärnten.
Die Weststeiermark besteht landschaftlich aus dem Grazer Feld südlich von Graz, dem Leibnitzer Feld, dem weststeirischen Hügelland, dem Höhenzug der Gleinz und des Sausal, dem Bergland nordwestlich von Graz und dem Steirischen Randgebirge mit den östlichen und südöstlichen Hängen von Koralm, Packalm, Stubalm und Gleinalm.
Sie wird von den Flüssen Mur, Sulm, Kainach und Laßnitz durchflossen. Das breite Flusstal der unteren Kainach wird Kainachboden genannt und ein paar Kilometer von der Kaiserwaldterrasse begleitet. Das Gebiet des Bezirkes Graz-Umgebung im Nordwesten von Graz mit Gratwein-Straßengel, Deutschfeistritz und Übelbach und anderen Gemeinden wird im Alltag nicht zur Weststeiermark gerechnet. Eine Reihe von Flussläufen sind Beispiele für Flussanzapfungen, bei denen sich der Lauf eines Baches dadurch verändert, dass ein anderes, steiler fließenderes Gewässer das Gelände um diesen Bach annagt, was letztlich dazu führt, dass der ursprüngliche Lauf des Baches verlassen wird und dessen Wasser der Richtung des steileren Flusses folgt (z. B. der Lauf der Laßnitz) bei Deutschlandsberg und der Lauf anderer Bäche am Osthang des Koralmzuges.
Regional gliedert sich die Weststeiermark in die Steirischen Planungsregionen Südweststeiermark und den Westteil des Steirischen Zentralraums, statistisch in die NUTS-Regionen West- und Südsteiermark (AT225) und den Westteil von Graz (AT221) – der Unterschied zwischen diesen beiden ist die Zuordnung des Bezirks Voitsberg.
Der südliche Teil der Weststeiermark wird auch als Südweststeiermark betrachtet. Die Südsteiermark wird nach Norden hin ungefähr durch die Linie Deutschlandsberg – Wildon(– Bad Gleichenberg) von der übrigen Mittelsteiermark abgegrenzt. Die westlich und östlich der Mur gelegenen Teile der Südsteiermark werden entsprechend der Unterteilung in West- und Oststeiermark als Südweststeiermark und Südoststeiermark bezeichnet.
Nachbarregionen
| Westliche Obersteiermark | Obersteiermark                                     | Östliche Obersteiermark |
| Unterkärnten             | Kompassrose, die auf Nachbargemeinden zeigt        | Oststeiermark           |
| Koroška (Slowenien)      | Podravska (Slowenien) Untersteiermark (historisch) |                         |

### Bezirke, Gemeinden und Hauptorte
Zur Weststeiermark gehören die Bezirke Deutschlandsberg und Voitsberg sowie die westlich der Mur gelegenen Teile der Stadt Graz und der Bezirke Graz-Umgebung und Leibnitz.

Das Gebiet der Weststeiermark liegt westlich der Mur in Graz und vier politischen Bezirken
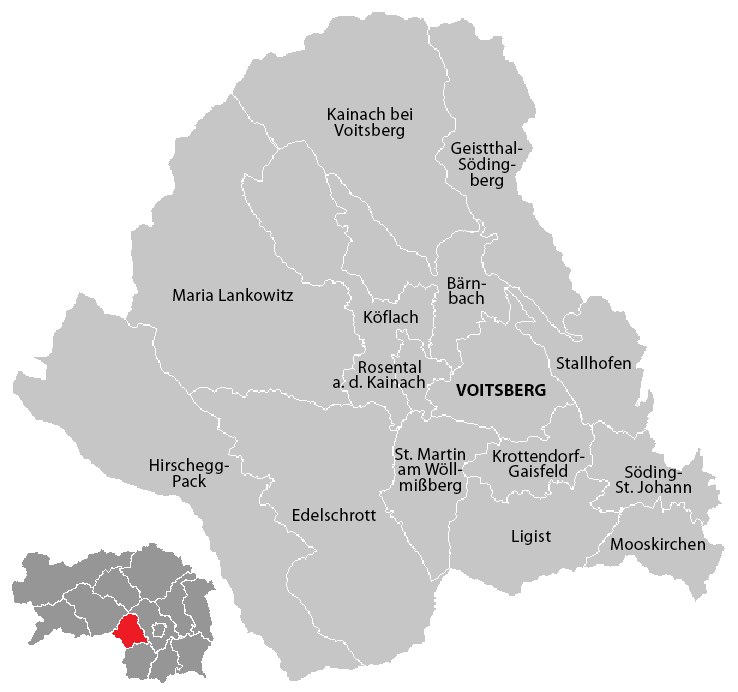
Bezirk Voitsberg
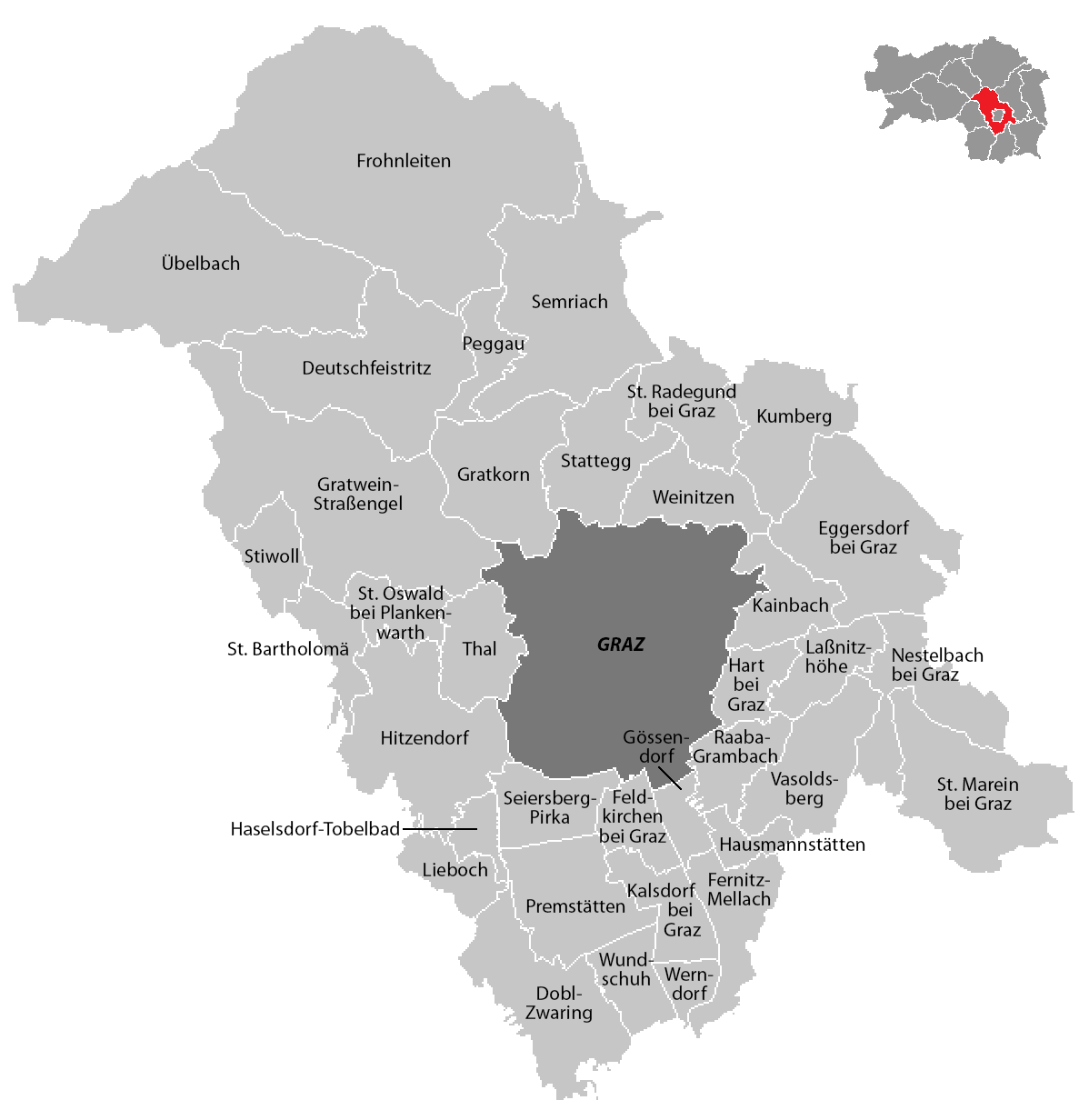
Stadt Graz und Bezirk Graz-Umgebung (Westteile)
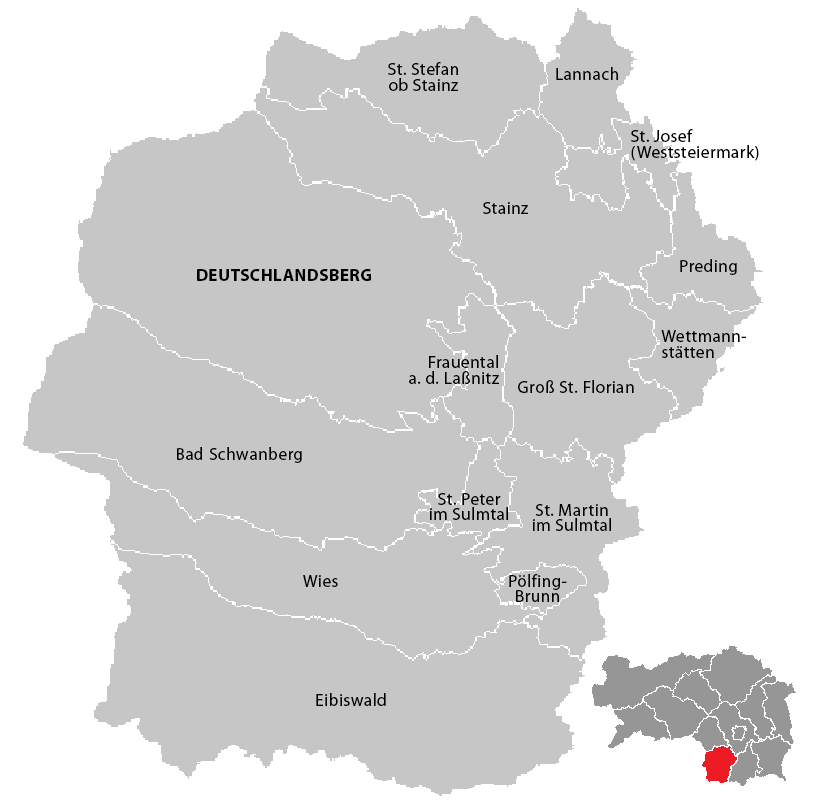
Bezirk Deutschlandsberg
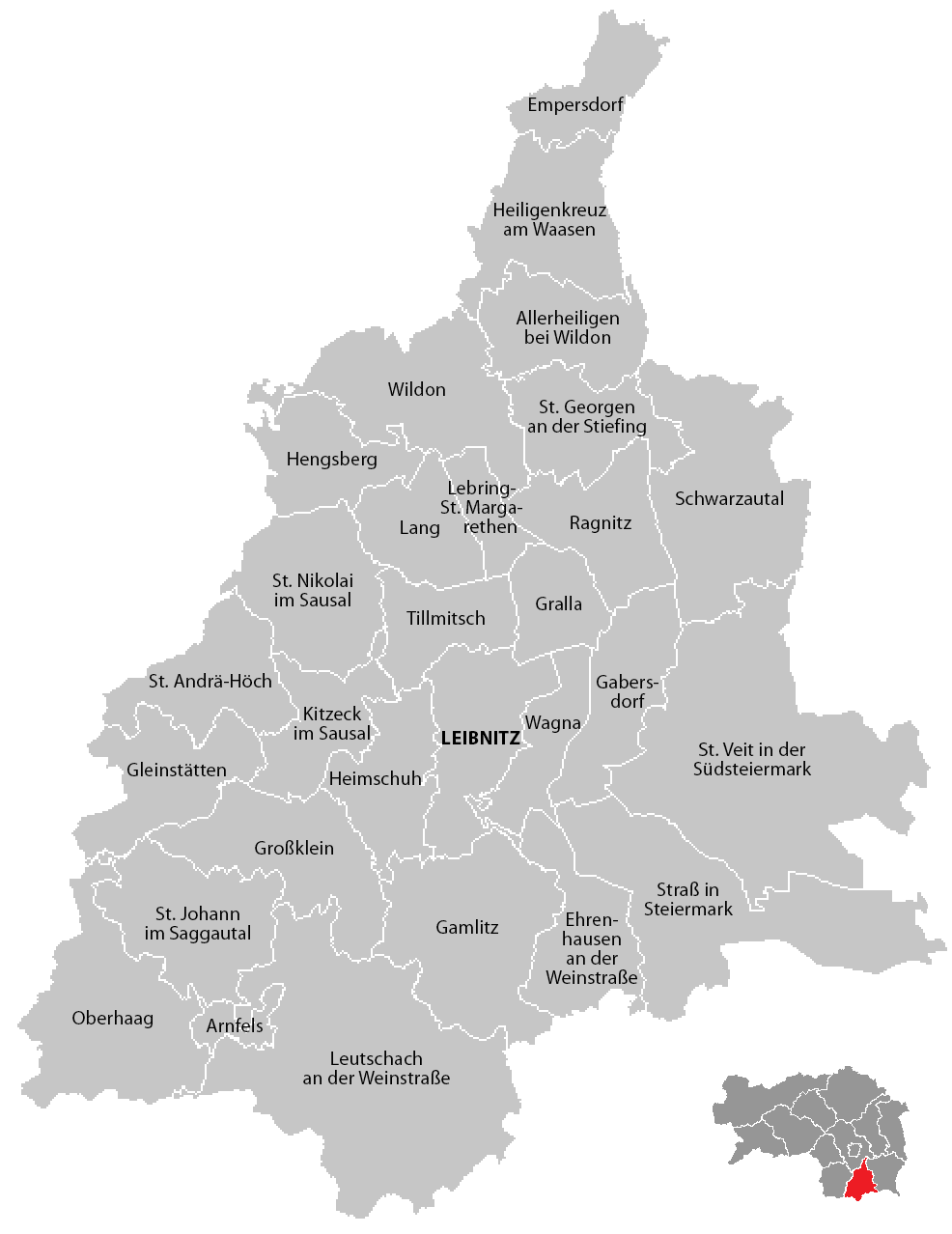
Bezirk Leibnitz

Hauptorte sind die Bezirksstädte Voitsberg, Deutschlandsberg und Leibnitz. Neben dem dicht besiedelten südlichen Umland von Graz mit Feldkirchen, Kalsdorf, Seiersberg-Pirka, Straßgang, Lieboch, Premstätten, anderen größeren Orten wie Bad Schwanberg, Deutschfeistritz, Eibiswald, Frauental an der Laßnitz, Frohnleiten, Gleinstätten, Gratwein, Köflach, Lannach, Stainz, Wies, Wildon umfasst die Weststeiermark viele Dörfer und Einzelgehöfte.

### Verkehr

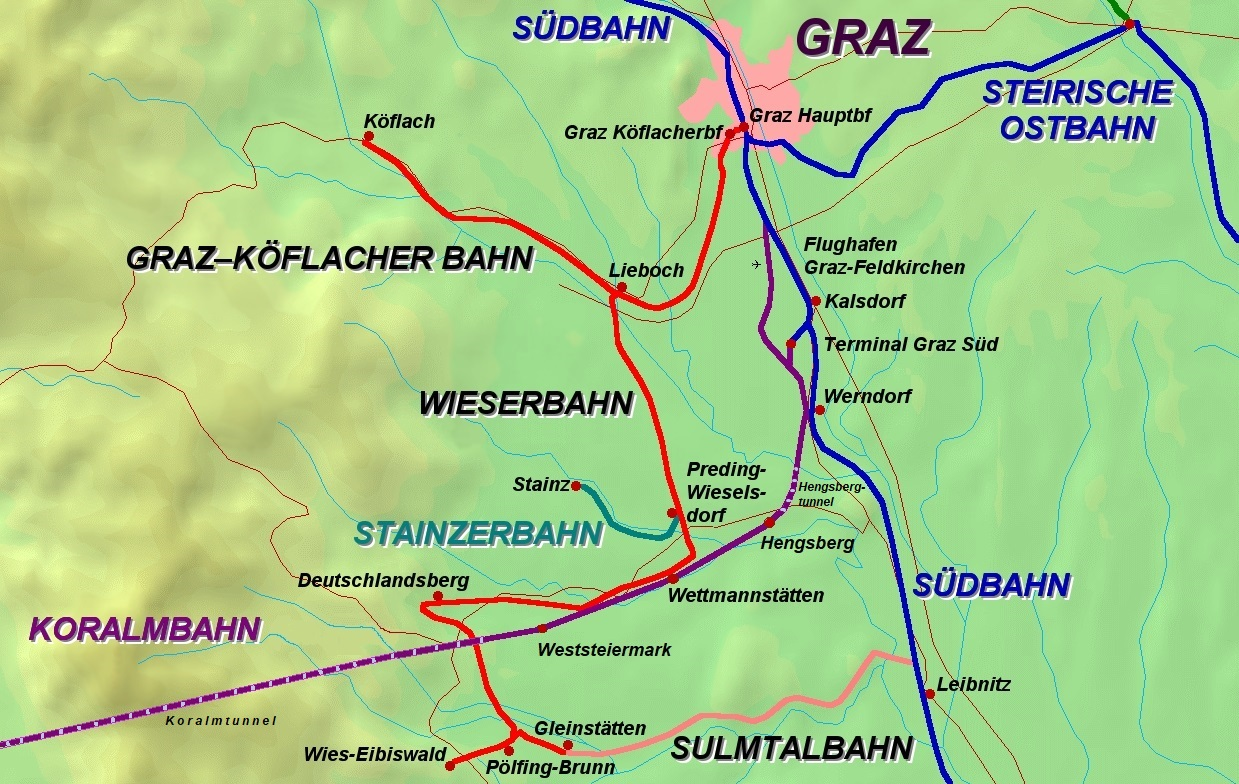
Eisenbahnen der Weststeiermark: Südbahn, GKB-Strecken, Stainzerbahn und die eingestellte Sulmtalbahn (weiter im Norden verläuft noch die Lokalbahn Peggau–Übelbach, die Koralmbahn ist in Bau)

Wichtige Verbindungen zu den benachbarten Gebieten sind das Murtal in die Obersteiermark und nach Slowenien, der Gleinalmtunnel und das Gaberl in die Obersteiermark, die Pack, Hebalm, Weinebene und Soboth nach Kärnten und der Radlpass ins slowenische Drautal. In die Oststeiermark führt eine Reihe von Brücken über die Mur.
Die Weststeiermark wird ost-westlich von der Süd Autobahn A 2, in nord-südlicher Richtung von der Pyhrn Autobahn A 9 durchquert. Die Pyhrn Autobahn verläuft westlich von Graz durch einen der längsten österreichischen Autobahntunnel, den Plabutschtunnel, und weiter nördlich durch den Gleinalmtunnel. Weitere wichtige Straßenverbindungen sind die Grazer Straße B 67 von Peggau nach Spielfeld, die Radlpass Straße B 76 von Lieboch über Lannach, Stainz, Frauental an der Laßnitz, Deutschlandsberg, Wies, Eibiswald zum Radlpass, die Packer Straße B 70 von Graz über Lieboch, Voitsberg und Köflach zum Packsattel, die Sulmtal Straße B 74 von Leibnitz nach Deutschlandsberg, die Südsteirische Grenz Straße B 69 von Straß in Steiermark zur Soboth, die Gaberl Straße B 77 von Köflach über das Gaberl in die Obersteiermark und die L 601, die den Bezirk Deutschlandsberg über das Laßnitztal mit dem Murtal bei Wildon verbindet.
Das Gebiet liegt an der von Bruck an der Mur über Graz und Leibnitz nach Marburg führenden Südbahnstrecke. Wichtigster Bahnhof ist der Grazer Hauptbahnhof. Die Weststeiermark wird durch die Eisenbahnlinien und seit 1935
auch durch die Autobusdienste der Graz-Köflacher Bahn (GKB) erschlossen,
die in diesem Gebiet schon vor Einführung des Verkehrsverbundes ihr Konzept eines geschlossenen, einheitlichen Verkehrssystems von Bus und Bahn verwirklichte.
Die Weststeiermark gehört zum Verkehrsverbund Steiermark. Sie wird von der Koralmbahn durchquert werden. An dieser Bahn entsteht bei Groß Sankt Florian als letzte Station vor dem Koralmtunnel der Bahnhof Weststeiermark.
Der Flughafen der Steiermark, Graz-Thalerhof, liegt bei Kalsdorf und Feldkirchen ebenfalls in der Weststeiermark.
Verkehrswege und Infrastruktur orientieren sich an der im Osten der Weststeiermark liegenden Landeshauptstadt Graz.

### Geologie
Das Hügelland besteht im Wesentlichen aus Schottern aus der Zeit des Miozän im Neogen (früher Tertiär).
Die Gesteine sind Reste ehemaliger Meeresbedeckung und von Meeresstränden vor rund 10 ± 5 Millionen Jahren sowie darauf folgender Ablagerungen von Fluss-Schottern, sie sind teilweise für ihren Fossilienreichtum bekannt.
Ihr Gebiet liegt am Rand des Steirischen Beckens. Dieses Becken war Teil eines Meeres, der Paratethys. Dieses Meer wich im Zug der Auffaltung der Alpen immer weiter nach Osten zurück (Regression). Sein Gebiet wurde mit Meeres- und Flussablagerungen aufgefüllt. In seinem Westen lag die Florianer Bucht, in der vor allem sandige und tonige Gesteine abgelagert wurden und die Köflach-Voitsberger Bucht, in der sich Braunkohleflöze bildeten (es handelt sich um meist um Lignit).
Weitere Braunkohlelagerstätten, allerdings mit höherem Inkohlungsgrad (teilweise Glanzkohle)
entstanden in der südwestlich gelegenen Eibiswalder Buch (Teilbecken Eibiswald). Das Meer hatte sich zusammen mit dem Mittelmeer aus einem Vorgängermeer, der Tethys gebildet. Es wurde später abgetrennt und nahm eine eigene Entwicklung.
Die Gesteine stammen aus dem Baden, sie haben auch Anteile aus dem etwa neun Millionen Jahre alten Torton und (bei Gamlitz, Leutschach, Arnfels) aus dem vor 18 bis 16 Mio. Jahren liegenden Zeitraum vom Ottnang bis zum Karpat.
Im Kainachtal westlich von Wildon befindet sich bei Weitendorf ein Vulkanschlot aus dem Miozän, der zur Transdanubischen Vulkanregion gezählt wird.
Das Gebiet des Sausal besteht aus wesentlich älteren Gesteinen aus dem Paläozoikum, welche die Mittelsteirische Schwelle bilden.
Koralm, Stubalm und Gleinalm bestehen aus kristallinen Gesteinen (Austroalpines Kristallin: Eklogit, Gneis, Amphibolit, Glimmerschiefer). Nordwestlich von Graz liegt, umrahmt von den soeben genannten Gebirgszügen, das „Grazer Paläozoikum“. Dabei handelt es sich um ein Gebiet aus paläozoischen Gesteinen, in denen sich kleinere, seit langem aufgelassene Bergbaue auf Blei, Zink und andere Erze befunden haben.
Die „Schichten von Kher“ und die „Schichten von Stiwoll“ sind geologische Fachbegriffe, die in diesem Gebiet belegt wurden.
Die Koralm ist geologisch ein emporgehobener Gebirgsteil, eine sogenannte Pultscholle.
Sie hat ihre heutige Form erst im letzten Teil der Gebirgsbildung der Alpen vor ca. 20 Mio. Jahren grob erhalten, auch die Lage des Gebirgszuges quer zum Verlauf der Alpen ist darauf zurückzuführen („kontinentale Fluchtschollentektonik“).
Der Gebirgskamm ist im Vergleich zu anderen Gebirgen nicht stark ausgeprägt. Auf der Höhe des Gebirgszuges liegen flache Gebiete, in denen sich wirtschaftliche Nutzungen wie Almen, aber auch mangels guter Entwässerung Feuchtflächen (Vernässungen, Sümpfe, Moore, feuchte Wiesen wie die See Eben und das Filzmoos) entwickeln. Erst am Gebirgsrand müssen auf kurzen Strecken große Höhenunterschiede in das Tiefland überwunden werden.

## Geschichte

Der Grazer Kreis (mit dem Bezirk Voitsberg) als Teil der Untersteiermark, Ende 18. Jahrhundert

Der Marburger Kreis (mit Teilen der heutigen Südweststeiermark)

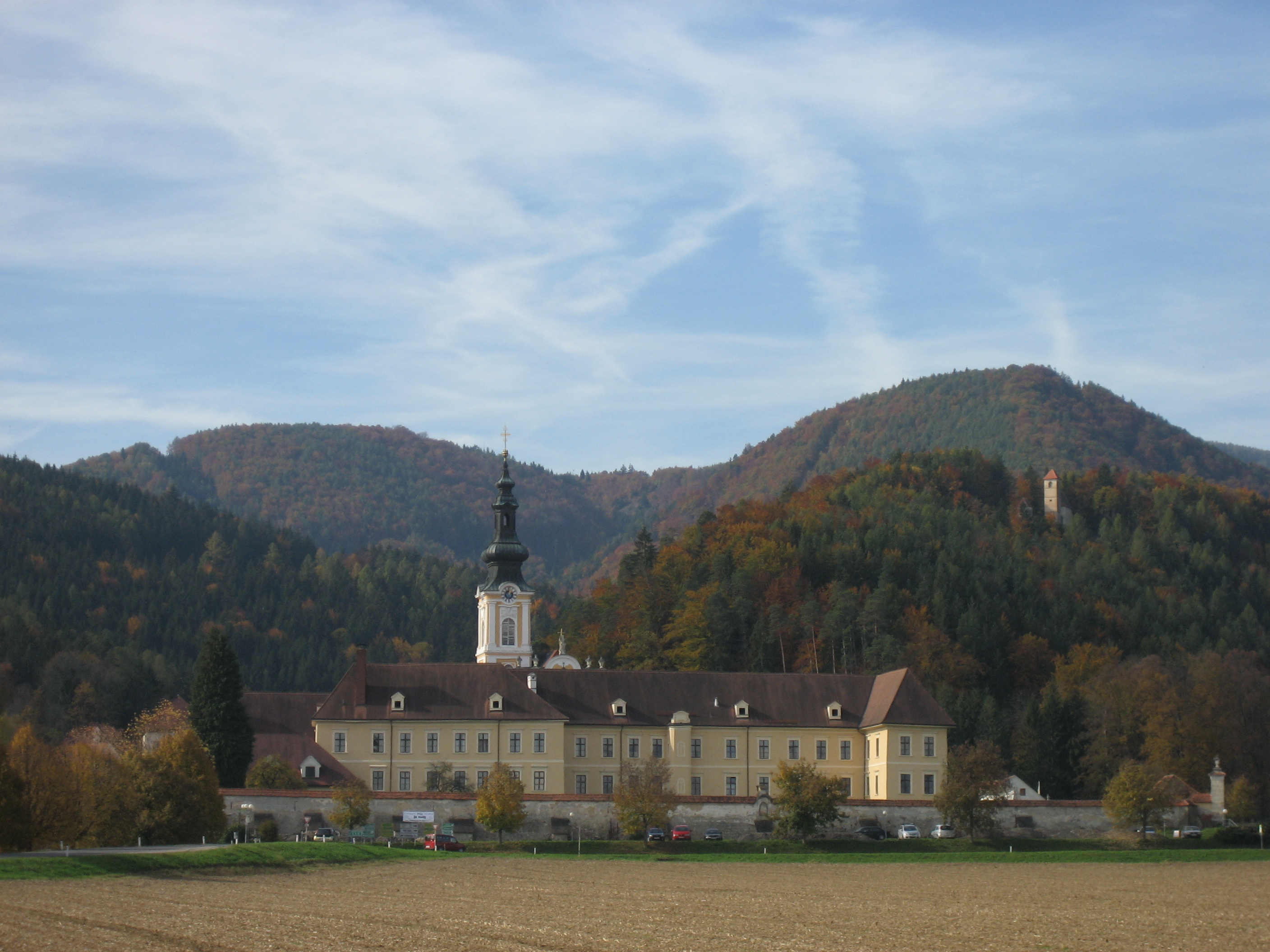
Das Zisterzienserstift Rein nordwestlich von Graz ist das älteste bestehende Kloster dieses Ordens und der Ort des Reiner Schwurs

### Vorgeschichte
Bei den Bauarbeiten am Ostportal des Koralmtunnels wurden Siedlungsspuren gefunden, die bis in die La-Tène-Zeit und weiter in die Zeit von 7000–6000 v. Chr. zurückreichen. Das Laßnitztal war in der mittleren Bronzezeit bereits dicht besiedelt. Frühe Besiedlung ist auch in Kalsdorf und am Buchkogel bei Wildon durch Gräber der Urnenfelderkultur und hallstattzeitliche Siedlungen belegbar.
Die Publikation archäologischer Funde erfolgte teilweise bereits im 19. Jahrhundert in Arbeiten, die in der jüngeren Literatur nicht immer eingehend berücksichtigt wurden.

### Noricum
Die Weststeiermark gehörte zum keltischen Königreich Noricum. Einzelne Namen wie Lahn, Lann belegen diese keltische Besiedlung.
In den Bezirken Leibnitz und Deutschlandsberg liegen mehrere tausend Hügelgräber, die in die Hallstattzeit, die Latènezeit und die römische Kaiserzeit datiert werden. Aus dieser Zeit ist, wie auch in der Südsteiermark, eine Reihe von archäologischen Fundstellen dokumentiert. Zuletzt wurden solche Fundstellen entlang der Staatsgrenze zu Slowenien in einem grenzüberschreitenden Projekt dokumentiert.
Aus der römischen Zeit gibt es eine Reihe von Fundstellen, die 26,5 km lange Römerstraße zwischen Lebring und Deutschlandsberg wird als „Ingenieurbauwerk mit einer genialen Trassenführung“ bezeichnet.

### Karantanien
Das Gebiet war seit Ende des 6. Jahrhunderts Siedlungsgebiet der Alpen- oder Karantaner Slawen, die im slawischen Fürstentum Karantanien zusammengefasst waren. Die genauen östlichen Grenzen Karantaniens sind nicht bestimmbar, sodass auch die Zugehörigkeit der Weststeiermark (wie des ganzen Gebiets der Steiermark südlich der Alpen) offen bleibt. Vielleicht gab es einen eigenständigen regionalen Machtbereich, vielleicht war das Gebiet auch nur ein slawisch geprägter Grenzraum zwischen Karantanien und dem Machtbereich der Awaren, wobei eine unmittelbare Präsenz von Awaren nicht nachgewiesen ist.
Nach der Unterwerfung der Slawen durch die Bayern 772 wurde Karantanien 788 ans fränkische Reich angegliedert. Die Weststeiermark war Kernland der Mark an der Mur, auch Karantanermark, Kärntnermark, marchia Carantana, marchia transalpina, Mark Hengist, Hengistgau o. ä. genannt. Diese gilt als Stammland der Steiermark. Der Name marchia Carantana erscheint ab dem Jahr 970 und ist bis nach 1055 in Gebrauch.
Inwieweit sich die „Ungarngefahr“ ab ca. 900 auf die Steiermark auswirkte, ist archäologisch nicht eingehend dokumentierbar. Es wurde aber angenommen, dass Befestigungen entlang der Mur (Straßengel, Grazer Schloßberg, Wildoner Schlossberg, Frauenberg/Seggauberg) bereits in dieser Zeit Bedeutung hatten.
Die Hengistburg bei Hengsberg oder Wildon war in der späten Karolingerzeit militärischer und politischer Mittelpunkt (wohl Pfalz) des Raumes an der mittleren Mur (heute Mittelsteiermark) und damit auch der Weststeiermark. Im Jahr 892 soll König Arnulf in Hengistfeldon (Hengistfeld = Leibnitzer Feld, südlich von Hengsberg und dem Wildoner Berg) eine Unterredung mit dem Slawenfürsten Brazlaw von Sissek gehabt haben, bei der es um ein gemeinsames Vorgehen gegen Großmähren ging. Die Urpfarre St. Lorenzen zu Hengsberg, die von der Glein- und Stubalm bis zur Mur reichte, hatte in der Hengistburg ihren Sitz.
Die Weststeiermark blieb bis ins frühe Mittelalter slawisches Siedlungsgebiet, in welchem eine Reihe von Schenkungen an Klöster lagen. Umfangreiche Besitzungen im Bezirk Deutschlandsberg wie das Gebiet von Freiland gehörten zum Erzbistum Salzburg und zum Stift Admont.
Die slawische Siedlungszeit zeigt sich an vielen Fluss- und Ortsnamen wie Laßnitz, Kainach, Feistritz.

### Deutsche Besiedlung
Ab dem 8. oder 9., planmäßig ab dem beginnenden 11. Jahrhundert zogen deutsche Siedler in das Land. Markgraf Adalbero und seine Gattin erhielten am Beginn des 11. Jahrhunderts je hundert Königshufen u. a. in der Gegend von Voitsberg, wofür Siedler aus ihrem Besitz in Bayern herangezogen wurden.

### Herzogtum Steiermark
Adelige aus der Weststeiermark waren im 13. Jahrhundert am Widerstand gegen König Ottokar beteiligt, so Hartnid von Leibnitz und Herrand von Wildon, dessen Familie auch die Erbmarschälle der Steiermark stellte.
Der Reiner Schwur aus dem Jahr 1276 enthält ein Treuegelöbnis steirischer Adeliger an Rudolf I. von Habsburg. 1292 lagen in der Weststeiermark mit Deutschlandsberg, Wildon und Leibnitz die Ausgangsorte der Kämpfe des Landsberger Bundes, eines Adelsaufstandes gegen den seit 1282 in der Steiermark herrschenden Herzog Albrecht I. von Habsburg.
Die Weststeiermark lag nur am Rande des Gebietes, in dem sich die Türkenkriege abspielten, türkische Streifscharen kamen aber zunächst nach der Belagerung Wiens 1529 auch in diesen Bereich. Die größten Schäden mit Verwüstungen bis in entlegene Siedlungen auf der Koralm entstanden beim Türkeneinfall 1532, als das Heer Sultan Süleymans nach der erfolglosen Belagerung von Güns (Kőszeg) über die Oststeiermark zum Murtal und dann nach Süden zog. Für diesen Weg war maßgebend gewesen, dass die westungarischen Gebiete bereits völlig verwüstet und ausgeplündert waren und die Steiermark noch Verpflegung und Beute erhoffen ließ.

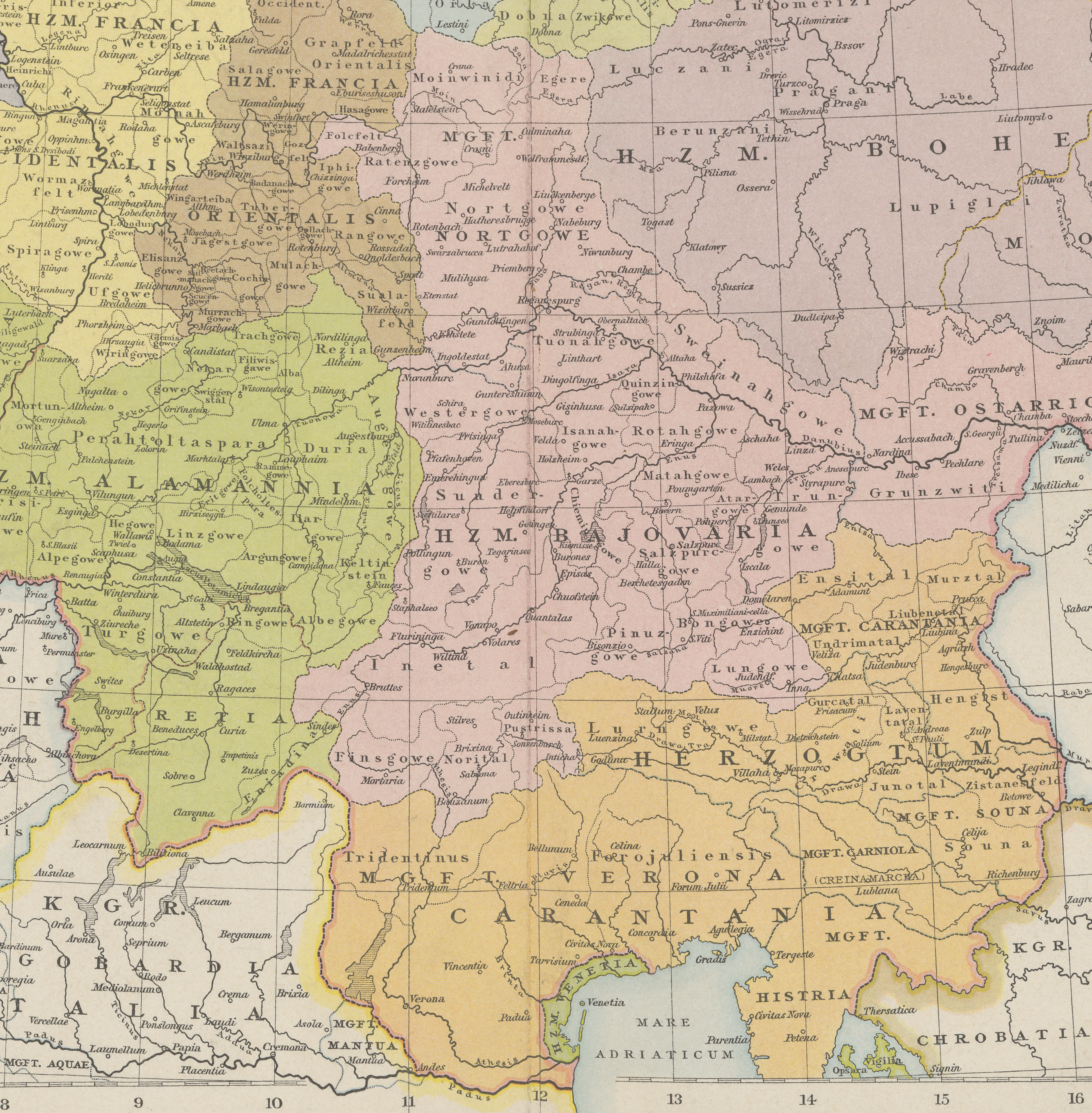
Die Weststeiermark als Teil des Herzogtums Kärnten, Markgrafschaft Carantania, Hengist, um 1000 n. Chr.

### Kaiserreich Österreich
Der Rezess von Wien brachte 1535 eine Einigung zwischen den Habsburgern und den Salzburger Erzbischöfen über die staatsrechtliche Stellung der Salzburger Besitzungen.
Die Weststeiermark gehörte mit ihrem Nordteil zum Grazer Kreis, mit dem Süden zum Marburger Kreis. Beide Gebiete wurden im 18. Jahrhundert als Teile der Untersteiermark betrachtet.
Im Lager Thalerhof bei Feldkirchen südlich von Graz waren von 1914 bis 1917 insgesamt etwa 30.000 Menschen aus Osteuropa (hauptsächlich Ukrainer, damals Ruthenen genannt) interniert. Die russischen Kriegs- und politischen Gefangenen wurden als Hilfskräfte in der Landwirtschaft der Weststeiermark eingesetzt.

### Republik Österreich
Am Ende des Zweiten Weltkrieges war die Weststeiermark Operationsgebiet von Partisanen aus dem Gebiet des ehemaligen Jugoslawien. Mehrere Überfälle und Zusammenstöße von Angehörigen dieser Gruppe mit Vertretern der damaligen Behörden und der Bevölkerung sowie einschlägige Vergeltungsaktionen forderten einige Dutzend Tote. Die Ermordung von fünf Partisanen war Gegenstand des Grazer Partisanenmordprozesses.

### Slowenische Bevölkerung
Die Verdrängung der slawischen Bevölkerungsteile durch deutschsprachige Einwanderer fand im Norden (Bezirk Voitsberg) früher statt als im Süden, wo die Zweisprachigkeit erst an der Wende zum 21. Jahrhundert im Verschwinden war. Der Staatsvertrag von Wien erwähnt 1955 in seinem Artikel 7 eine slowenische Minderheit in der Steiermark. Eine slowenische Restbevölkerung wird 2002 in der Literatur für den Südwesten des Bezirkes Deutschlandsberg erwähnt.

## Wirtschaft
Braunkohlenvorkommen bei Köflach und bei Wies führten im 19. Jahrhundert zu wirtschaftlichem Aufschwung, das Stahlwerk Eibiswald allein beschäftigte ungefähr 1000 Arbeiter. Neben ihm bestanden eine Reihe anderer, teilweise nur wenige Jahre betriebene Stahlwerke. Um Köflach und Voitsberg blieb der Braunkohlenbergbau bis in die Jahre um 1970 wesentlichste Erwerbsgrundlage. Die allgemeine Wirtschaftsentwicklung der Weststeiermark begann jedoch ab ca. 1960 mit fortschreitender Einstellung der Bergbaue zu stagnieren und konnte erst durch die Gründung von Industriezonen, wie bei Voitsberg, Lannach und bei Deutschlandsberg (Epcos-Werk) fortgesetzt werden. Bis in das 18. Jahrhundert war im Koralmgebiet die Glaserzeugung und die Herstellung von Holzkohle und Pottasche (Aschenbrennen) ein wichtiger Erwerbszweig, topographische Bezeichnungen wie der Ortsname Glashütten in der Gemeinde Gressenberg oder Aschenwald im Tal der Schwarzen Sulm bei Garanas belegen dies. Die Tradition der Glaserzeugung wird durch das Unternehmen Oberglas bei Köflach fortgeführt.
In Lannach befindet sich ein Erdöllager, das als Reservelager verwendet wird und über eine Stichleitung ab Wohlsdorf mit der Adria-Wien Pipeline (AWP) verbunden ist.
Holzverarbeitende Betriebe bestehen in großer Zahl nach wie vor, zu ihren größten gehört das Unternehmen Mayr-Melnhof Karton in Frohnleiten und die Papierfabrik Gratkorn (Mur-überspannend auch in Gratwein) des Konzerns Sappi. Weitere große Holzverarbeiter befinden sich in Preding (Holzindustrie Preding, früher Leitinger) und als Holztreff Liechtenstein in Deutschlandsberg (im Besitz der Familie Liechtenstein, die im Gebiet große Forste besitzt). Auf dem Gelände der Papierfabrik in Übelbach entstanden die Produktionsanlagen des Unternehmens Gaulhofer, eines großen Produzenten von Fenstern und Türen. Mehreren gewerblichen Betrieben gelang es, überörtliche Bedeutung zu erlangen, wie der Molkerei Stainz („Stainzerbutter“; bis Ende 2022, bereits ab 2011 fusioniert mit der Genossenschaft Berglandmilch) und den Fleischereien Messner in Stainz und Sorger in Frauental. Ein Unternehmen, das weltweite Anerkennung erlangte, war als Nachfolgerin der Messinghütte in Frauental die spätere Porzellanfabrik Frauenthal, die sich zur Unternehmensgruppe der Frauenthal Holding entwickelte, welche Keramik-Katalysatoren und andere Produkte der Umwelttechnik produziert. Die Zündholzerzeugung in den Werken in Stallhof bei Stainz und (bis 1982) im SOLO-Werk in Deutschlandsberg ist Geschichte.
Japanische Unternehmen engagieren sich bei EPCOS in Deutschlandsberg (TDK, elektronische Bauelemente) und beim Katalysatorenwerk in Frauental (IBIDEN). Die wirtschaftliche Krise ab 2008 wirkte sich auf die Industrieansiedlungen aus, Kurzarbeit, Kündigungen und Unternehmensübernahmen waren die Folge, die aber in den Folgejahren wieder weitgehend wettgemacht werden konnten.
Die Landwirtschaft, die bis in die Mitte des 20. Jahrhunderts einen Haupterwerbszweig bildete, ist seither stark zurückgegangen.
In der Weststeiermark liegen zwei der drei Weinbaugebiete der Weinbauregion Steirerland: das Weinbaugebiet Südsteiermark und das Weinbaugebiet Weststeiermark. Es werden hauptsächlich Weißweine und der Schilcher aus der Rebe Blaue Wildbacher gekeltert.
Der Tourismus ist ein wichtiger Einkommenszweig, der durch Heilvorkommen (Heilquellen in Bad Gams, Mooranwendungen in Bad Schwanberg usw.) gefördert wird. Die Steirische Weinstraßen im Süden und die Schilcherweinstraße bei Deutschlandsberg dokumentieren die Weinbautätigkeit. Der Weinbaubereich der Weststeiermark wird wegen seiner Lage auch Steirische Toskana genannt, es handelt sich um ein Gebiet, das häufig für Kurzurlaube genützt wird.
Im Bundesgestüt Piber werden die Lipizzanerpferde für die Spanische Hofreitschule in Wien gezüchtet. Mehrere Restaurants der Weststeiermark tragen Auszeichnungen des Gastronomieführers Gault-Millau.
Energieversorger ist die Energie Steiermark (ESTAG), deren größte Tochtergesellschaft, die Steweag, für das Kundenservice verantwortlich ist. Das Stromleitungsnetz erreichte entlegenere Gebiete erst in den Jahren um 1965.

## Sozialinfrastruktur
Kulturelles Zentrum der Weststeiermark ist die Landeshauptstadt Graz mit mehreren Universitäten (Universität Graz, Technische und Medizinische Universität), und Fachhochschulen, zahlreichen Gymnasien und höheren berufsbildenden Schulen. Einziges weiteres achtjähriges Gymnasium ist das Bundesgymnasium und Bundesrealgymnasium Köflach, das ursprünglich als Grazer Expositur entstand. Daneben gibt es das Oberstufenrealgymnasium Köflach mit Sportschwerpunkt und das Oberstufenrealgymnasium Voitsberg.
Die Krankenhäuser, insbesondere das Landeskrankenhaus mit Universitätsklinikum und dem Standort West des LKH Graz Süd-West in Eggenberg und das Unfallkrankenhaus befinden sich ebenfalls in Graz.
Regionale Zeitungen der Weststeiermark sind die
- Weststeirische Rundschau, wöchentlich, Erscheinungsort Deutschlandsberg, ZDB-ID 2303595-X
- Weststeirische Volkszeitung, wöchentlich, Erscheinungsort Voitsberg, ZDB-ID 2303593-6
- Woche ZDB-ID 2585510-4, davor Südweststeirer Woche ZDB-ID 2585507-4 oder Südsteirer Woche ZDB-ID 2585502-5 wöchentlich, Erscheinungsort Leibnitz
- Aktiv Zeitung (auch Grenzland Aktiv), 14-täglich, Erscheinungsort Eibiswald
- Leibnitz Aktuell, monatlich, Erscheinungsort Leibnitz

Große Rundfunksender (Grundnetzsender) stehen auf dem Schöckl, bei Dobl (Mittelwelle abgeschaltet) und auf der Koralm bei Wolfsberg. Daneben bestehen eine Reihe von Füllsendern. Das Telefonnetz ist gut ausgebaut, wobei jedoch Lücken in der Breitbandversorgung bestehen und ein Mobilfunkempfang in den gebirgigen Gegenden nicht immer vorausgesetzt werden kann.

## Umwelt

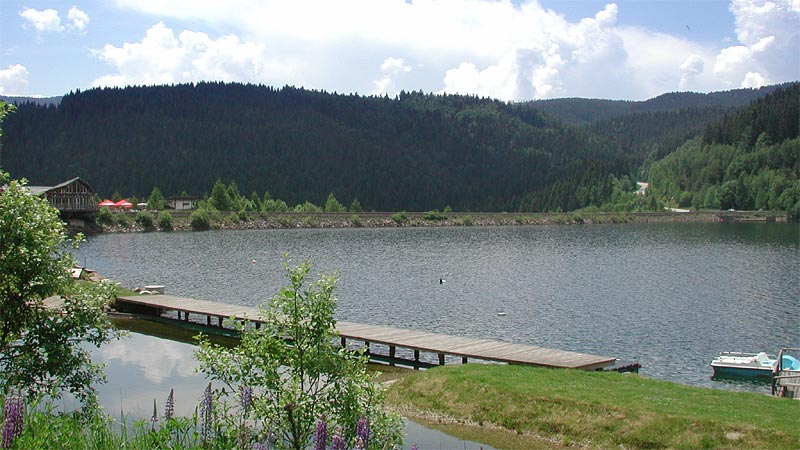
Der Stausee an der Soboth ist für touristische Nutzungen zugänglich

Die intensive land- und forstwirtschaftliche Nutzung und die frühere industrielle Nutzung des Gebietes durch Kohlebergbau und Eisenerzeugung haben Spuren in der Siedlungsstruktur, im Wegenetz und in der Begradigung der Flussläufe hinterlassen, aber keine bleibenden großräumigen Schäden bewirkt. Die Abraumhalden der Bergwerke sind verwachsen, die Braunkohletagebaue (Oberdorf bei Voitsberg etc.) sind renaturiert, das Braunkohlekraftwerk Voitsberg wurde 2006 abgestellt. Allerdings ist die ursprüngliche natürliche Vegetation, die aus Mischwäldern mit Rotbuchen und anderen Laubbäumen bestehen würde, aufgrund der intensiven Waldnutzung durch Holzkohle- und Glaserzeugung
nur mehr in geringem Maß belegbar.
In der Weststeiermark liegen eine Reihe von Schutzgebieten, wie die Schutzgebiete Koralpe, Soboth-Radlpass, Amering-Stubalpe, das Landschaftsschutzgebiet Pack-Reinischkogel-Rosenkogel und die Europaschutzgebiete (Natura 2000) im Laßnitztal. Die Schutzgebiete sind im Informationssystem des Landes Steiermark dokumentiert.
Die Nutzung der Wasserreserven für Stauanlagen wurde in der Vergangenheit für verschiedene Flussläufe überlegt und teilweise verwirklicht (Packer Stausee, Stausee in der Soboth). Für den Oberlauf der Sulm ist ein Kraftwerksbau in Diskussion,
auch der Oberlauf der Laßnitz wurde auf wasserwirtschaftliche Nutzung untersucht.
Kleinkraftwerke befinden sich an den Oberläufen nahezu aller größeren Flüsse.

## Kultur

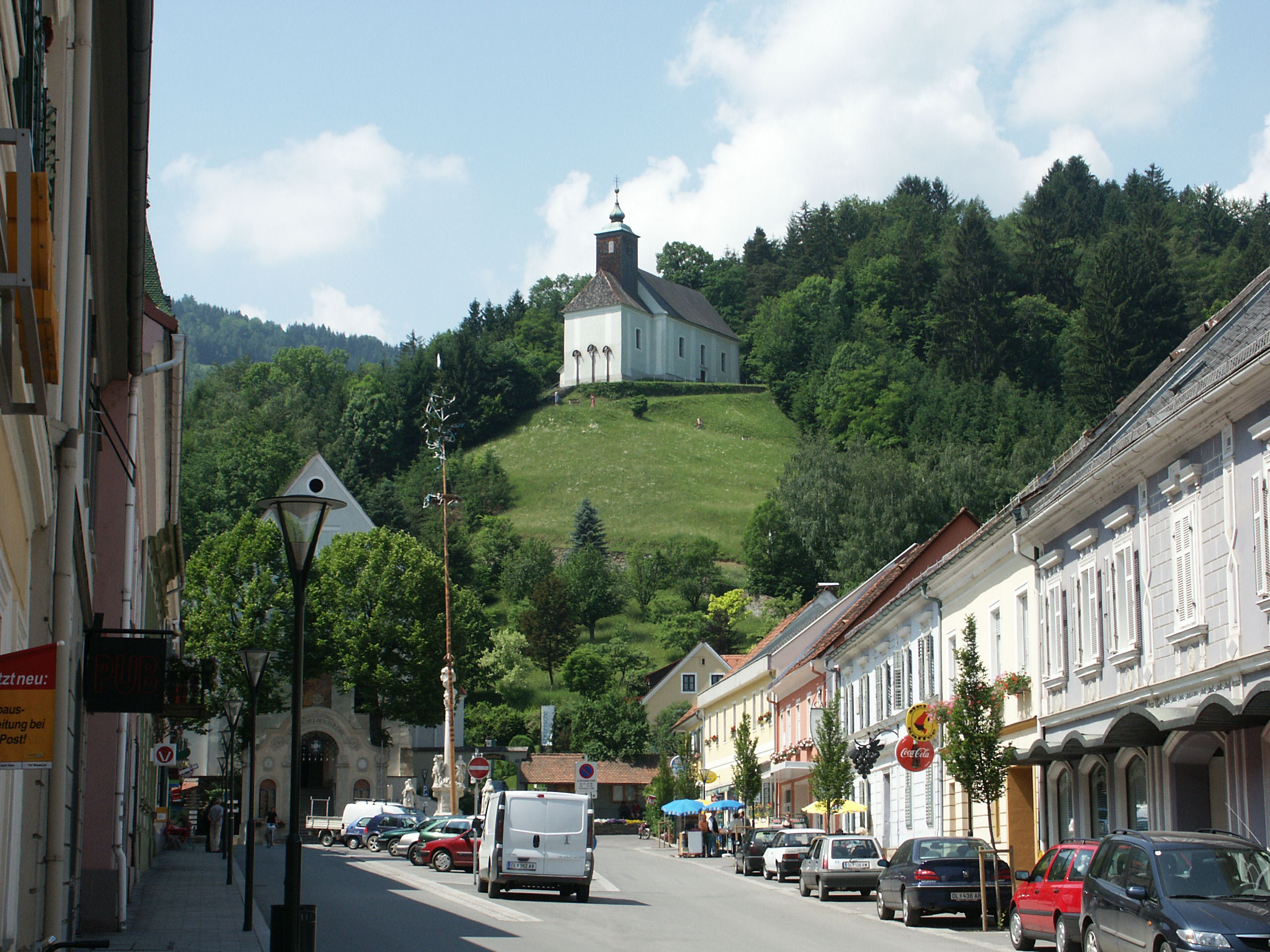
Bad Schwanberg, Hauptplatz mit Josefikirche

### Kulturgüter
Aus frühen Epochen befinden sich in der Weststeiermark Grabdenkmäler (Grabhügel) bei Rassach und im Sulmtal (Großklein), aus römischer Zeit die Ausgrabungen der Stadt Flavia Solva und die römische Villa in Grünau bei Groß Sankt Florian aus dem 1. bis 3. Jahrhundert, die in 13 Grabungskampagnen zwischen 1988 und 2002 erforscht wurde. Ein wertvoller Fund ist der Silberbecher von Grünau.
Weitere Kulturstätten der Weststeiermark sind eng mit der katholischen Kirche verbunden: Das Stift Rein ist das weltweit älteste bestehende Zisterzienserkloster, Wallfahrtskirchen wie Maria Lankowitz und „Maria Himmelfahrt“ in Osterwitz werden häufig besucht. Das Schloss Stainz, in dem sich volkskundliche Sammlungen und das Jagdmuseum befinden, ist ebenfalls ein früheres Kloster. Das von den Bischöfen von Seckau errichtete Schloss Seggau bei Leibnitz ist heute ein Seminarzentrum, in ihm befindet sich die größte historische Glocke der Steiermark. Eine Reihe von Schlössern und Burgen, wie Schloss Eggenberg, Schloss St. Martin bei Straßgang, Schloss Hollenegg, Schloss Lannach, Schloss Wildbach und die Burg Deutschlandsberg belegen in Bauform und Herkunft die steirische Geschichte.
Die Altstadt von Graz – streng genommen in der Oststeiermark – ist UNESCO-Welterbe und wurde 2010 als Stadt Graz – Historisches Zentrum und Schloss Eggenberg mit dem Schloss Eggenberg auch auf den Westteil der Stadt ausgeweitet.
Die Kulturgüterschutzkarte
und das Denkmälerinventar des Bundesdenkmalamtes
enthalten viele Hinweise auf Denkmäler der Kunst- und Wirtschaftsgeschichte.

### Museen
Graz bietet das Steiermärkische Landesarchiv und die Museen Landeszeughaus und Joanneum.

Das Österreichische Freilichtmuseum in Stübing bei Deutschfeistritz dokumentiert auch die Bauform der Siedlungen und Bauernhöfe der Weststeiermark.

Das Technische Eisenbahnmuseum Lieboch enthält Exponate der steirischen Eisenbahngeschichte, besonders die dienstälteste Dampflokomotive der Welt, die GKB 671.

Am Flughafen Thalerhof befindet sich das Österreichische Luftfahrtmuseum.

### Kulturleben
In Graz finden sich ein Opernhaus, zahlreiche Theater und Kleinbühnen, und des Kunsthaus Graz.
Das Jugendmusikfest Deutschlandsberg gehört zum Avantgardefestival Steirischer Herbst. Im Rahmen des Deutschlandsberger Klavierfrühlings traten international bekannte Pianisten auf, wie Paul Badura-Skoda, Elisabeth Leonskaja, Oleg Maisenberg, Leonid Brumberg und auch Swjatoslaw Richter. Regelmäßige Auftritte anderer Künstler wie des Altenberg Trios ergänzen den Konzertkalender.
Die Blasmusikkapellen der weststeirischen Orte sind im gesellschaftlichen Leben über die Steiermark hinaus aktiv. So findet regelmäßig ein Treffen der Kapellen aus jenen Orten statt, die nach dem Hl. Oswald benannt sind (Oswalder-Treffen). Als Musikinstrumente sind neben den Blasinstrumenten auch die steirische Harmonika (Knöpferlharmonika) und das Hackbrett verbreitet.
Das Abbrennen von Osterfeuern ist in der Weststeiermark ein weit verbreiteter Brauch. Weiters werden Osterkreuze aufgestellt, wobei nicht nur Kreuzsymbole, sondern auch andere Erscheinungsbilder mit österlichen Symbolen wie Kelche, Herzen, Monstranzen etc. gestaltet werden. Wanderungen zu diesen Symbolen werden mit „gemma Kreuz hoaz’n schaun“ beschrieben.

### Regionale Mundarten
In der Weststeiermark lassen sich unterschiedliche Mundarten belegen. Die Sprache der ersten deutschen Siedler gehörte zum Südbairischen. Die Koralm bildete eine Sprachgrenze, die „Koralpenschranke“, die „die letzten mittelbairischen Vorstöße in die Ober- und Weststeiermark abfängt.“
Mit der Besiedlung der Gegend um Söding durch die Mönche des Stiftes Rein, welches 1129 von Ebrach in Oberfranken aus gegründet worden war, kamen fränkische Siedler in die Weststeiermark. Die Umgangssprache in der Weststeiermark „lässt einen starken fränkischen Beischlag auch in der Gegenwart nicht verkennen“.
Im Raum Hirschegg sind auch schwäbisch-alemannische Sprachbestandteile vorhanden. Die Umgangssprache der Weststeiermark ist Gegenstand des Weststeirischen Wörterbuches, diese Sprache enthält eine Reihe von Wörtern, die auf slawischen Ursprung zurückgeführt werden, wie das Wort Opok für den Mergelboden der Weststeiermark.

## Persönlichkeiten
Leben und Arbeit folgender Personen haben für die Weststeiermark wichtige Ergebnisse gebracht:
- Erzherzog Johann, Besitzer der Herrschaft Stainz, erster Bürgermeister von Stainz
- Viktor Geramb (1884–1958), Fachmann für Volkskunde aus Deutschlandsberg
- Anton Hafner (auch Toni Hafner) (1912–2012), Maler einer Reihe von Gemälden in weststeirischen Pfarrkirchen und Komponist
- Carl Hermann (1918–1986), Bildhauer
- Walter Kainz, Musiker und Volkskundler, gemeinsam mit Eduard Walcher maßgebender Mitarbeiter an der Erfassung des weststeirischen Wortschatzes[49]
- Hans Kloepfer (1867–1944), Arzt und Schriftsteller, der durch seine weststeirische Mundartdichtung Popularität erlangte
- Hanns Koren (1906–1985), Volkskundler und Gründer des Steirischen Herbstes
- Ernst Reinhold Lasnik (* 1950), Autor und Historiker für den Bezirk Voitsberg
- Matthias Macher (1793–1876), Bezirks- und Gerichtsarzt in Stainz und medizinischer Schriftsteller mit Schwerpunkt auf Heilquellen und Bäder in der Steiermark
- Eduard Walcher, Mundartdichter
- Martin Bartenstein (* 1953) (sowie auch andere Angehörige der Adelsfamilie Bartenstein), ÖVP-Politiker

## Die Weststeiermark auf historischen Landkarten
Die Weststeiermark lag im Grazer und im Marburger Kreis Österreich-Ungarns. Ihr Gebiet ist in den Landesaufnahmen dokumentiert.

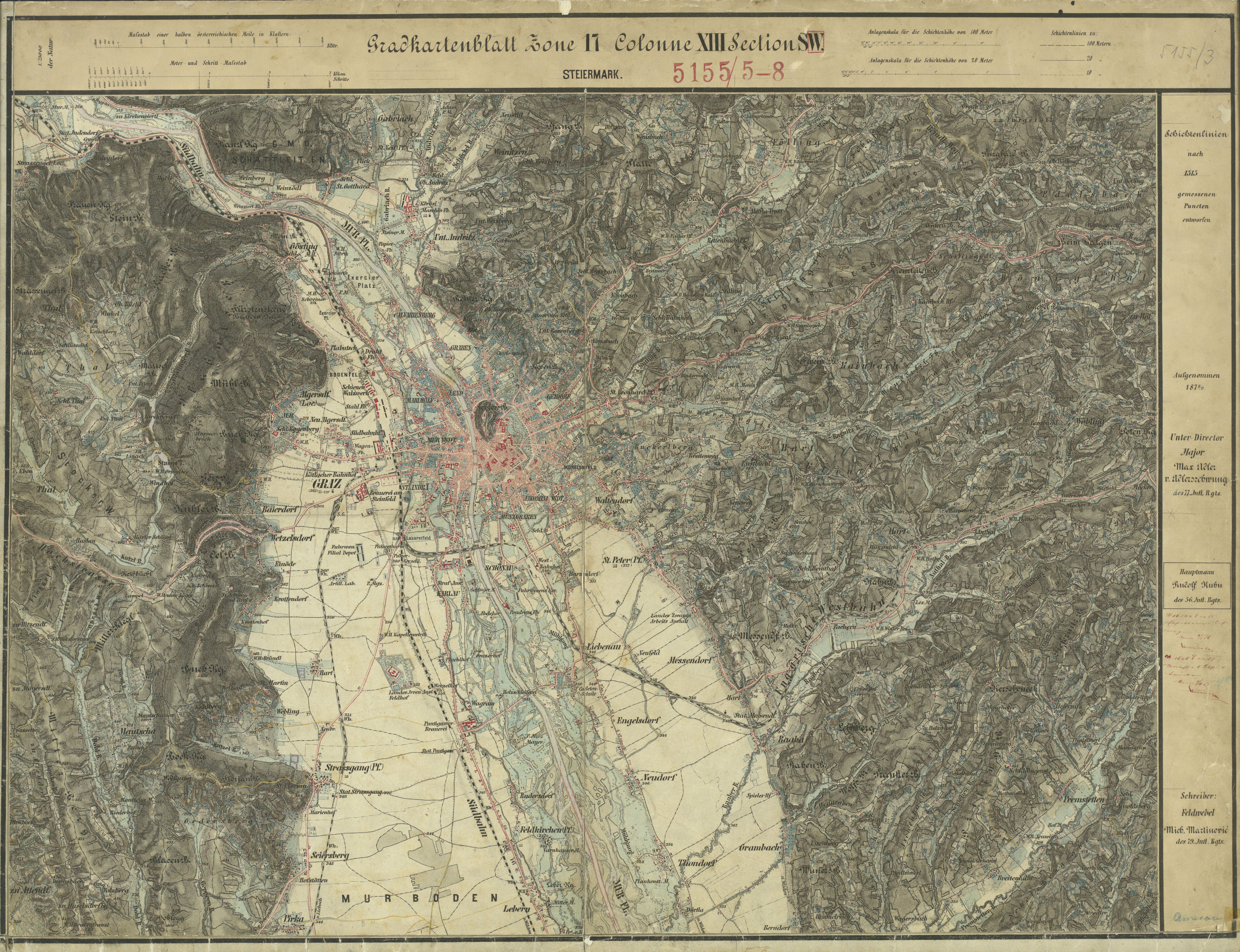
Graz und Grazer Feld („Murboden“) im Aufnahmeblatt der 3. Landesaufnahme, 1879
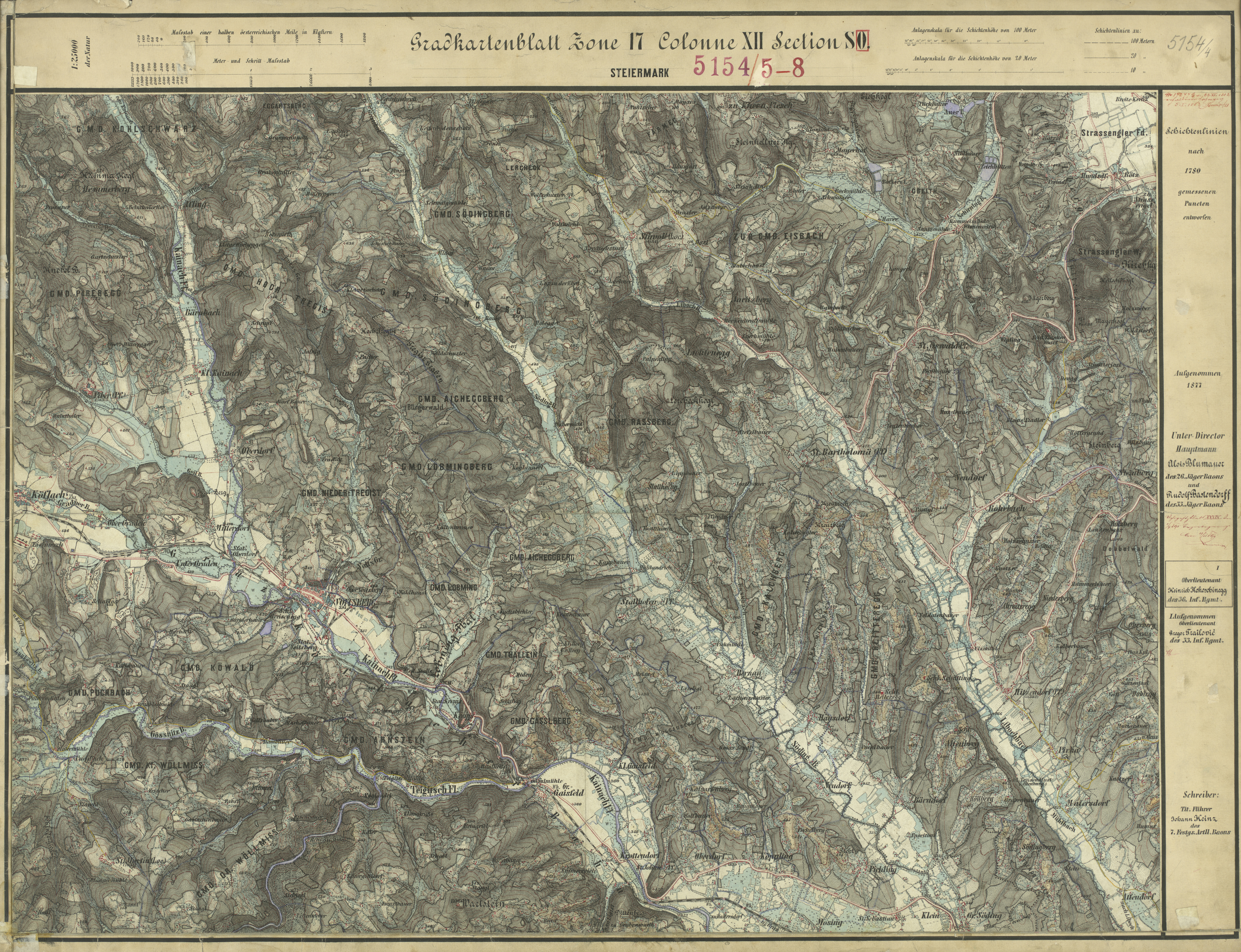
Voitsberg, mittleres Kainachtal, 1877/78
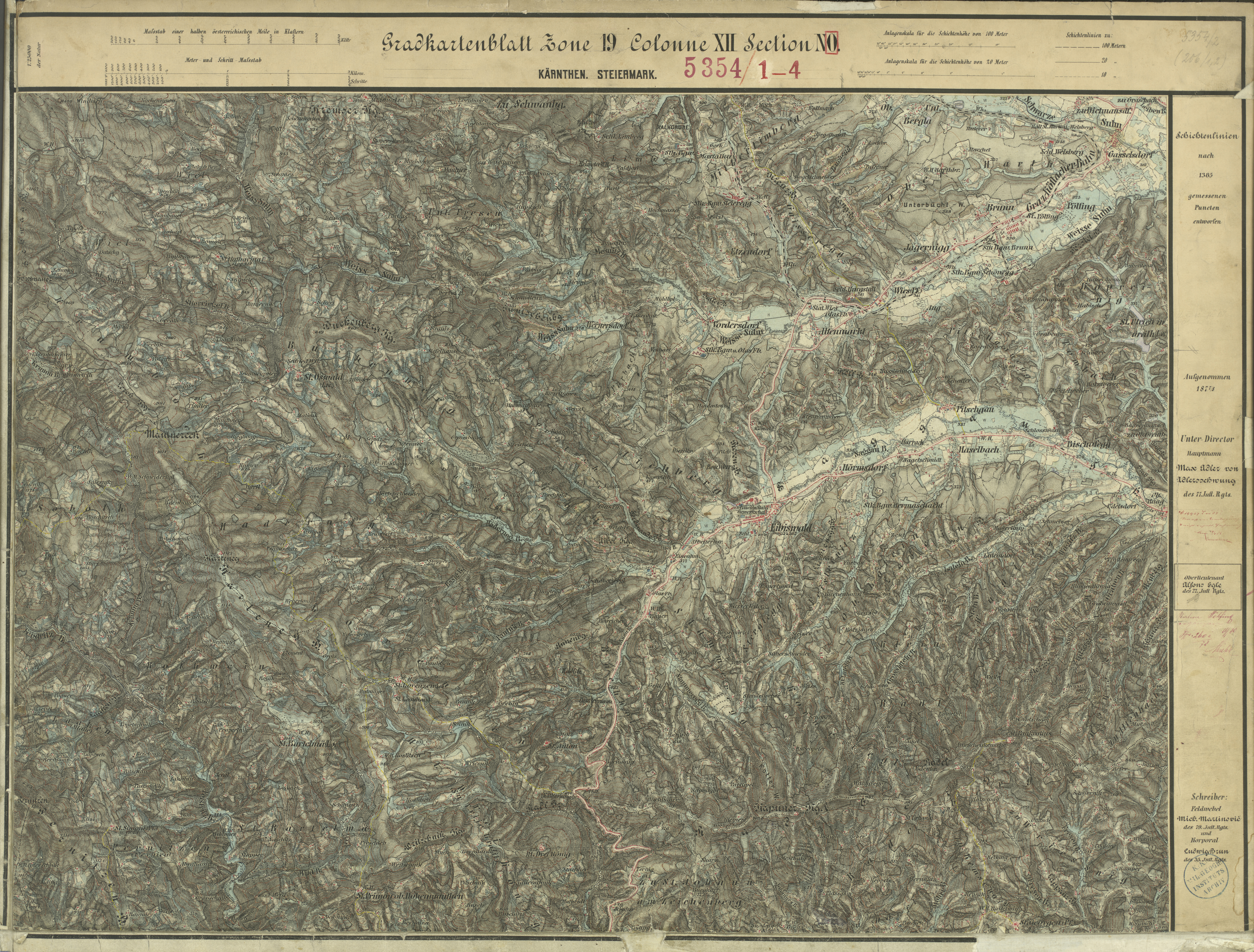
Wies, Eibiswald, Soboth, 1877/78
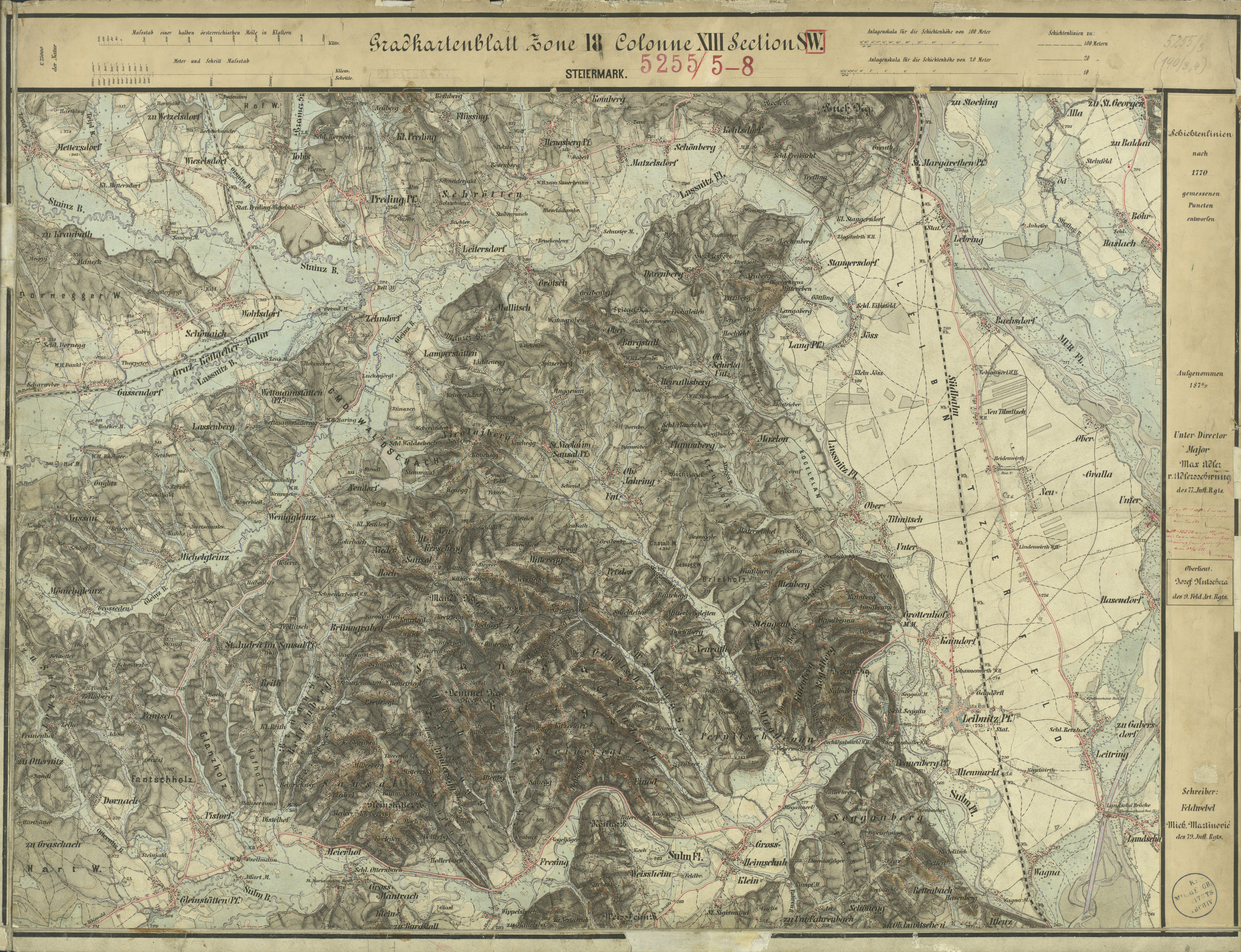
Leibnitz, Sausal, Unterlauf von Laßnitz und von Sulm, 1879
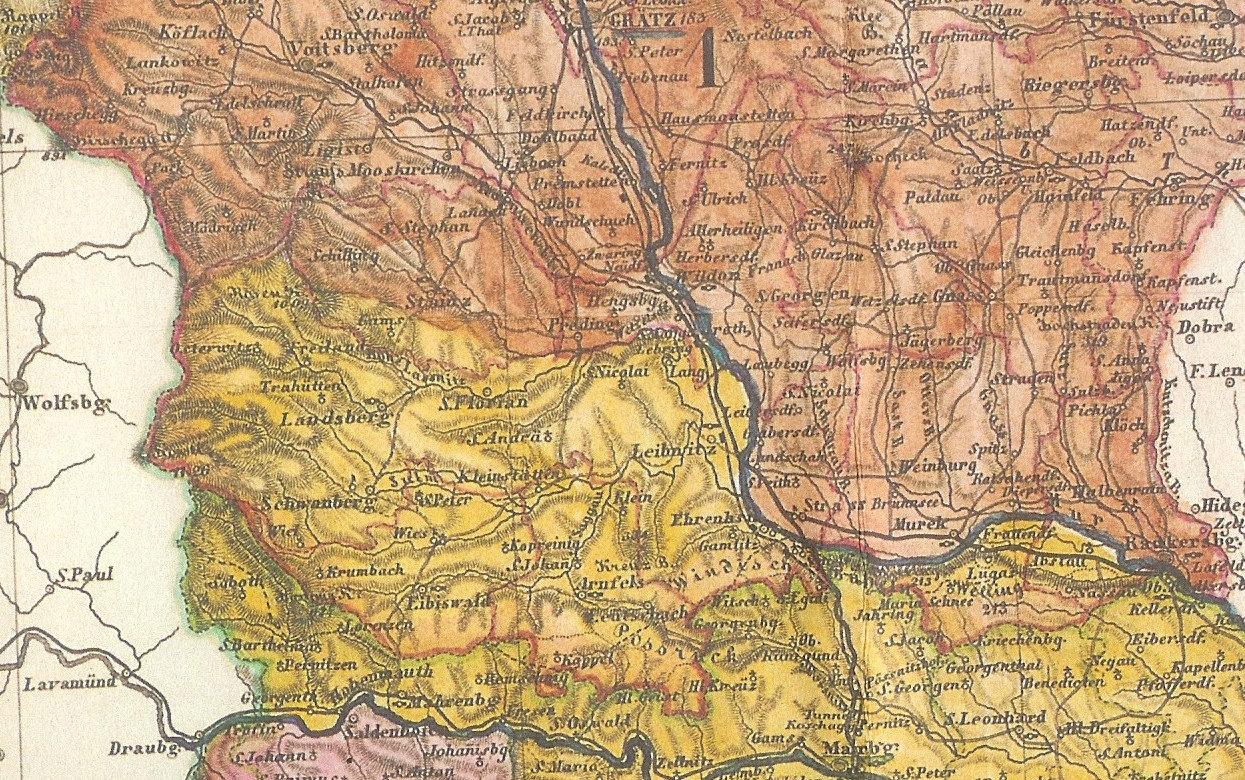
Die Grenze zwischen dem Marburger (gelb) und dem Grazer Kreis (rotbraun) wurde zwischen 1748 und 1850 mehrfach nach Süden verlegt, um 1855
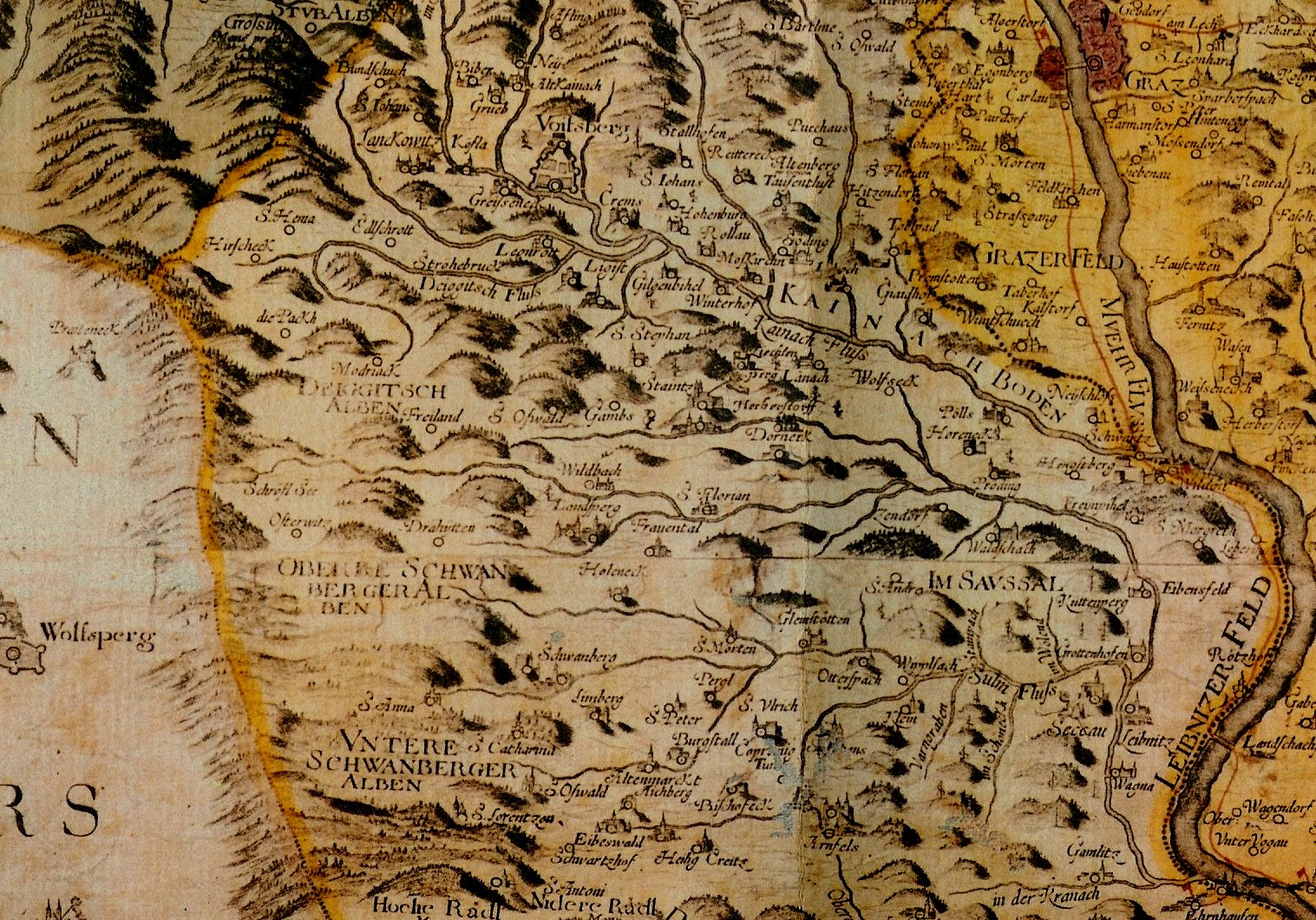
Weststeirisches Hügelland, 1678, Almgebiete als „Alben“
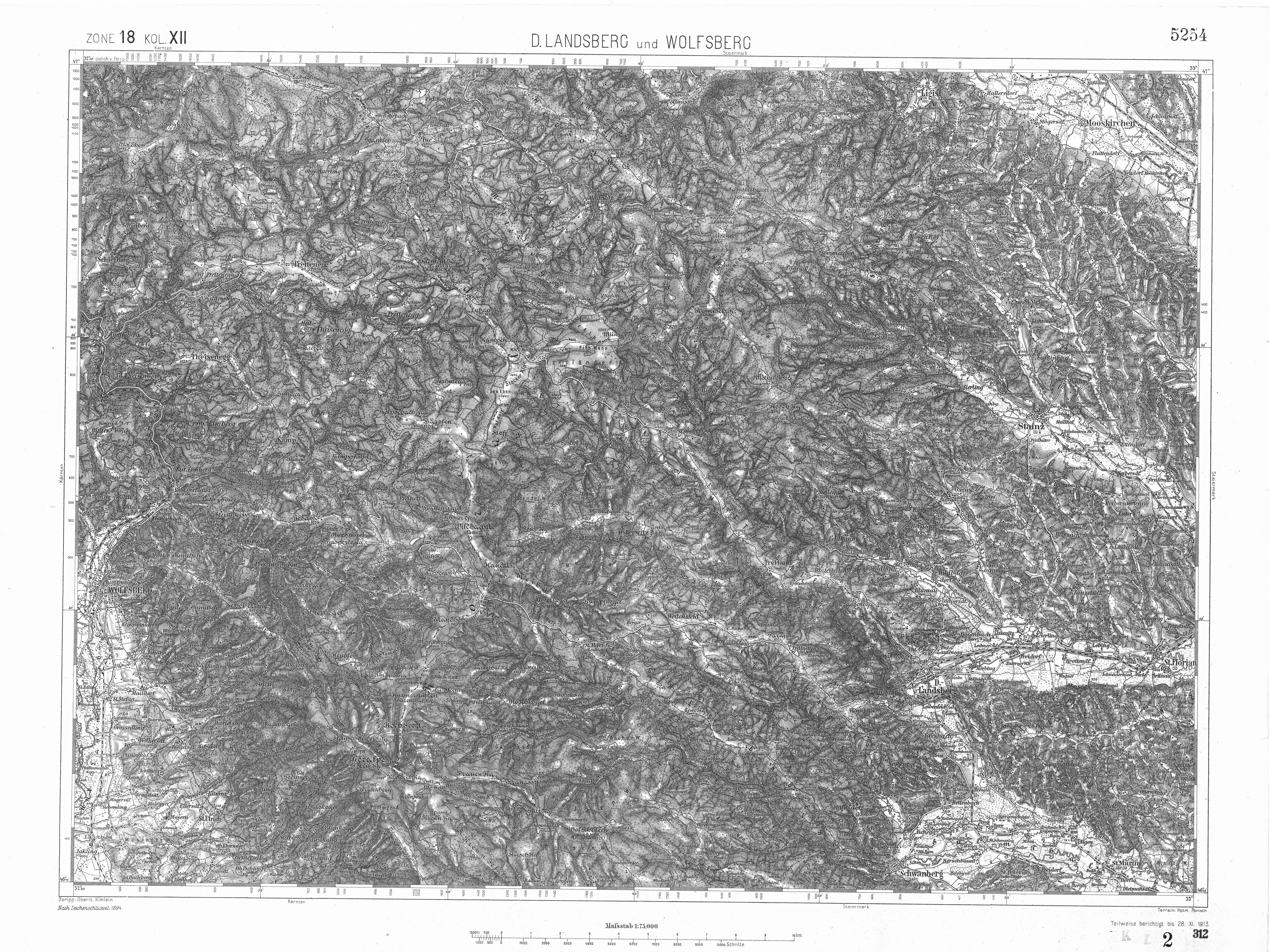
Franzisco-Josephinische (3.) Landesaufnahme, Spezialkarte 1:75.000 Blatt 5254 Deutschlandsberg, 1894/1913
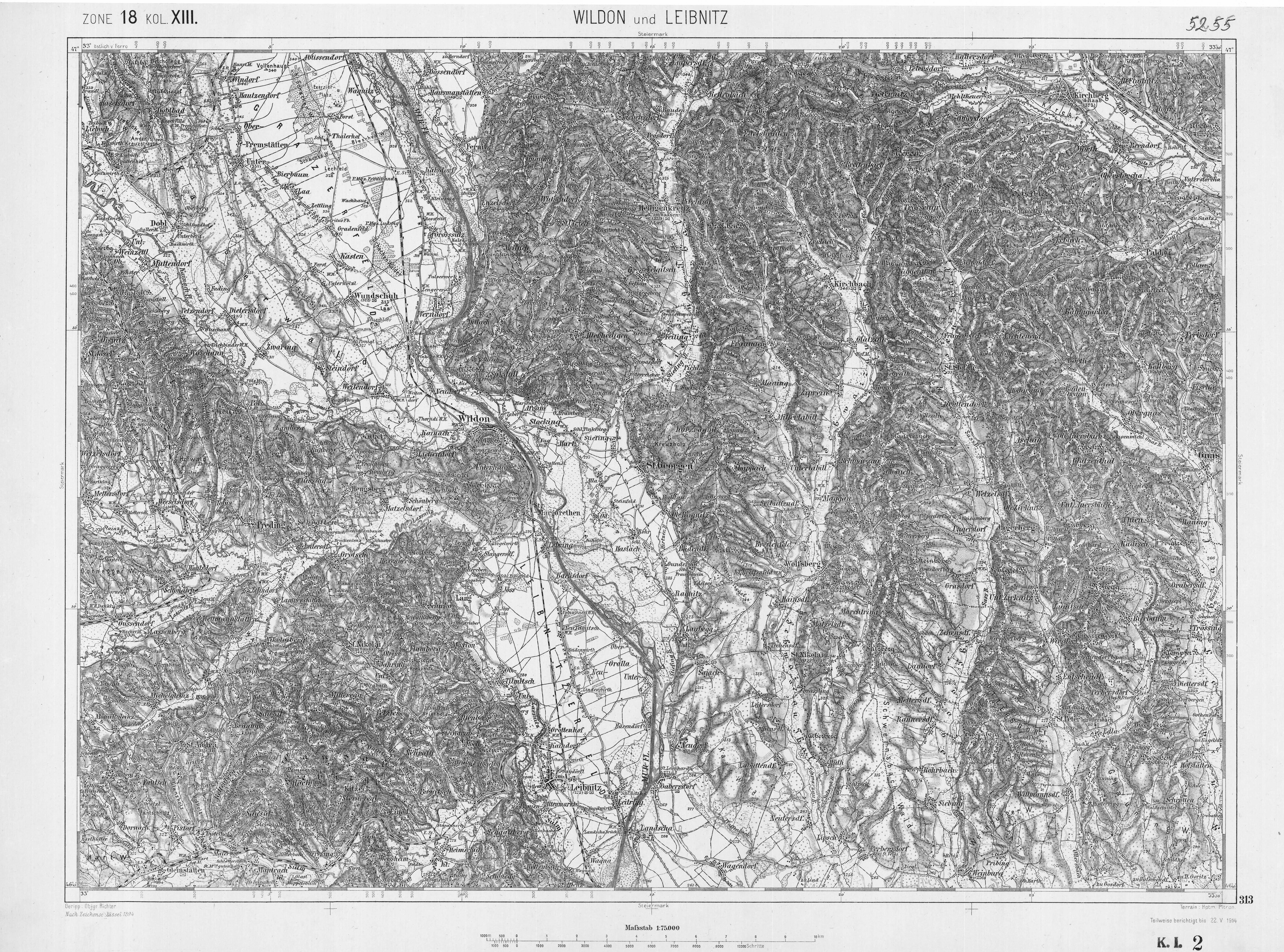
Spezialkarte Blatt 5255 Leibnitz und Wildon, 1894/1914
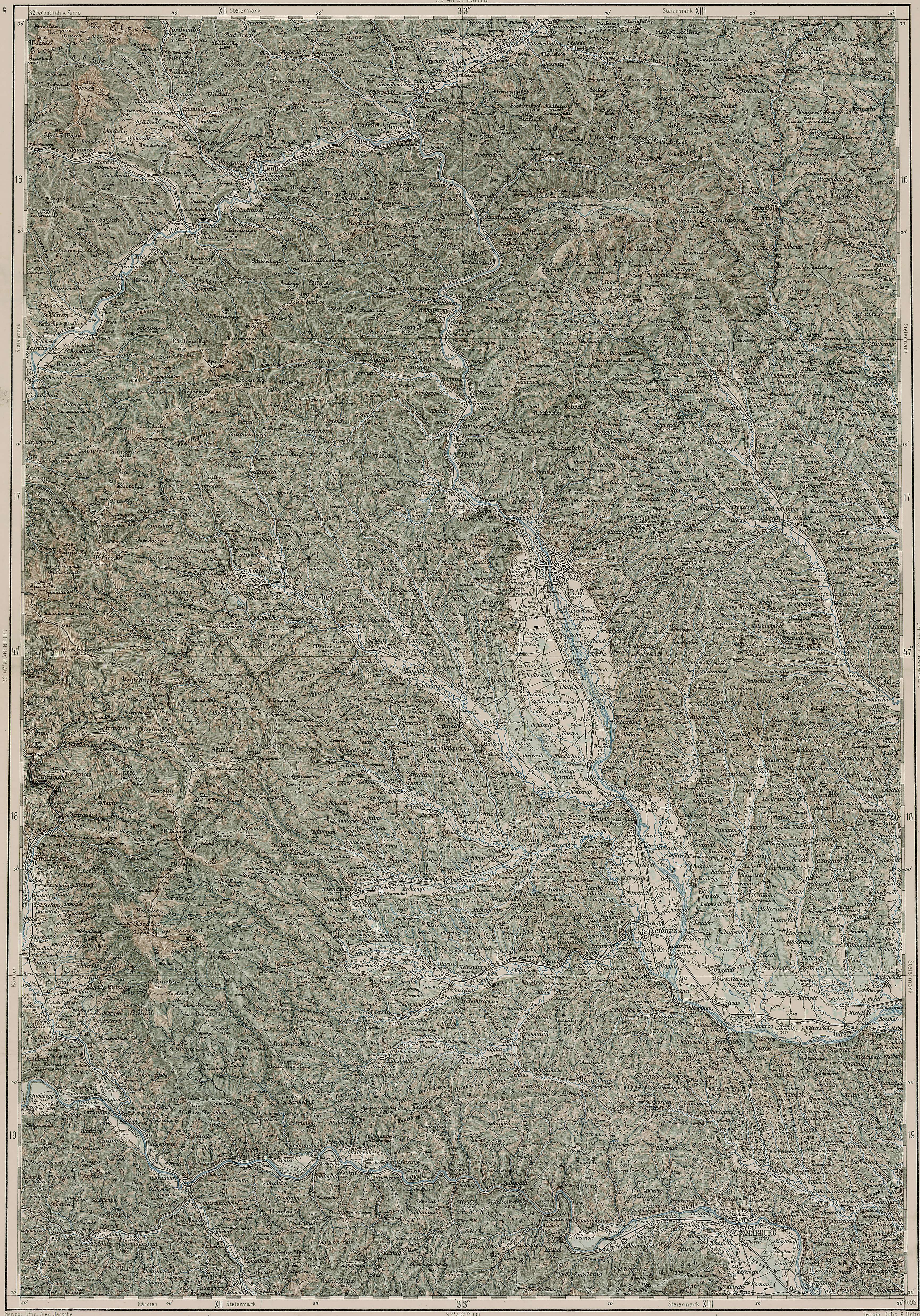
Generalkarte von Mitteleuropa Blatt 33° 47° Graz, 1893
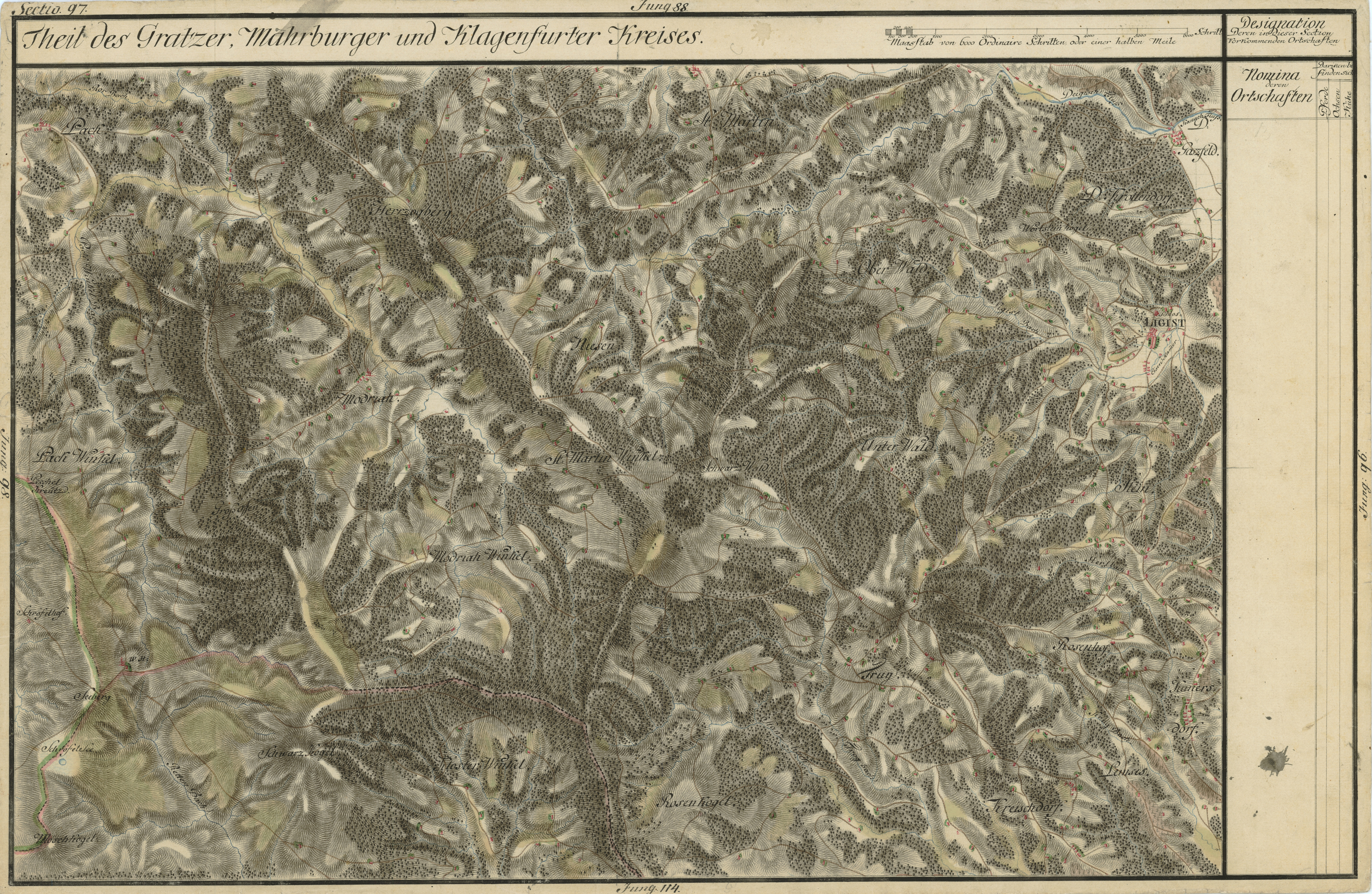
Josephinische (1.) Landesaufnahme, Pack und Hebalm, um 1790
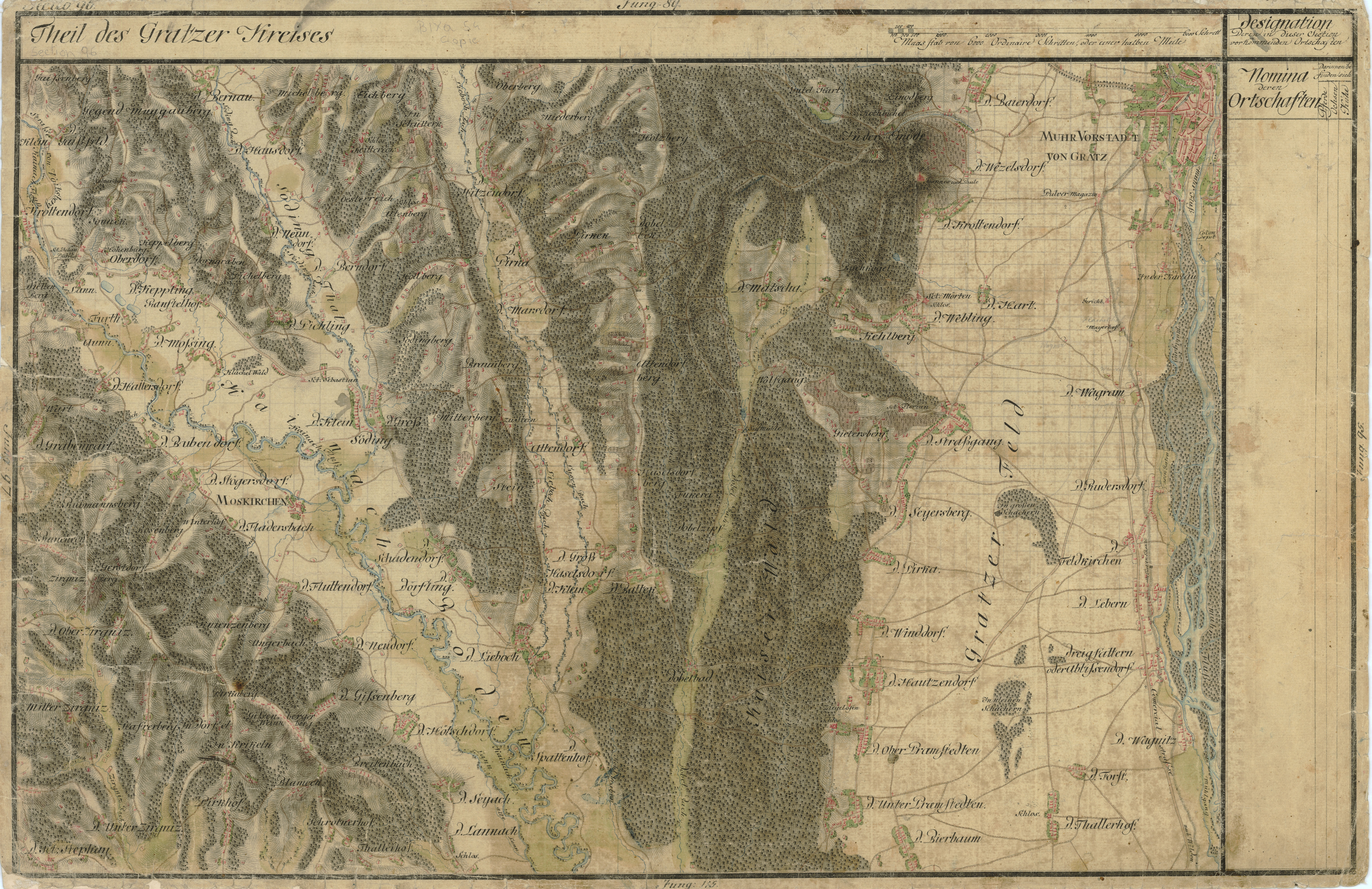
Kainachtal bei Mooskirchen und Lannach, Grazer Feld südwestlich von Graz, um 1790
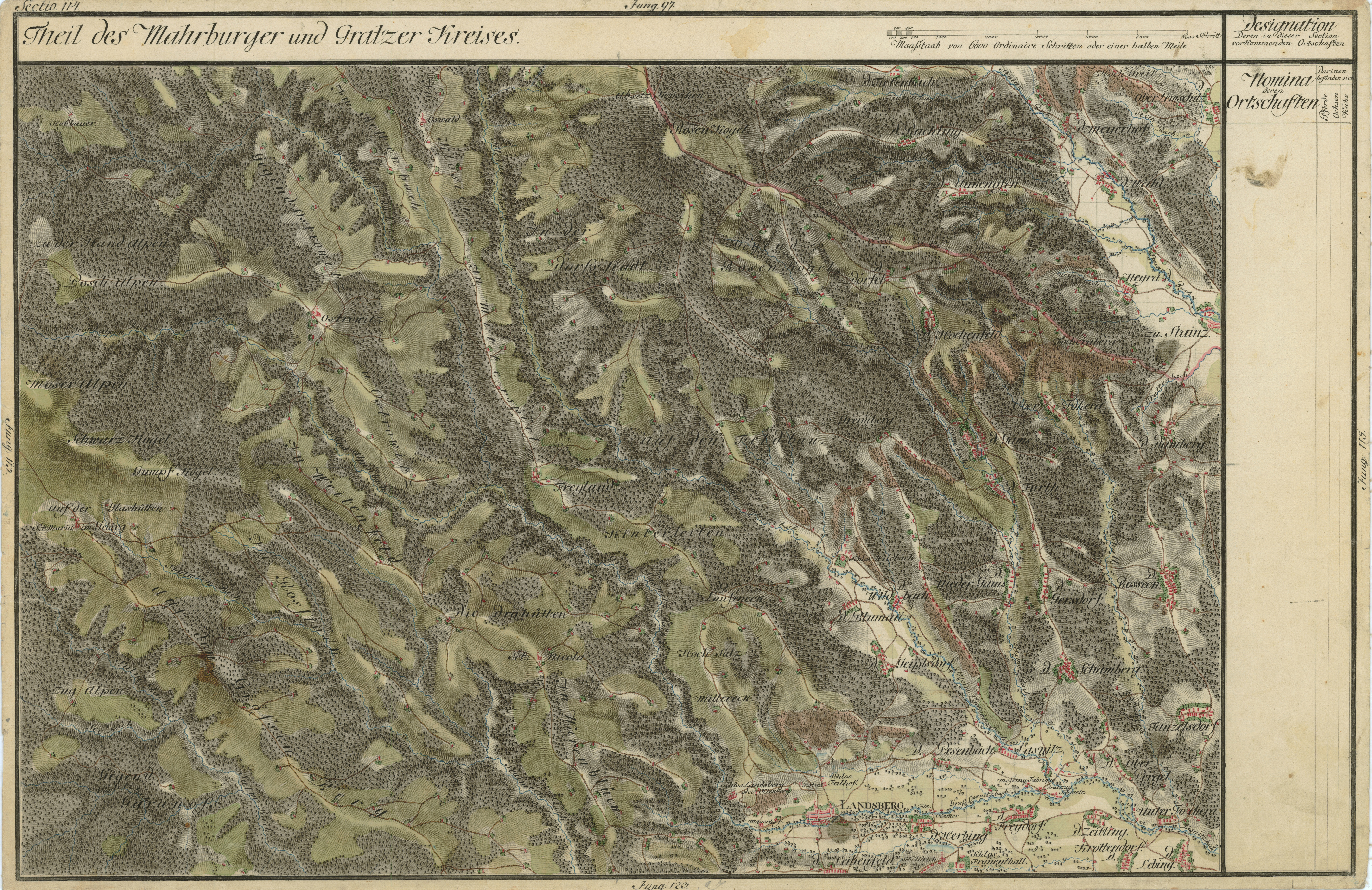
Schwarzkogelzug nordwestlich Deutschlandsberg, oberes Stainztal, um 1790
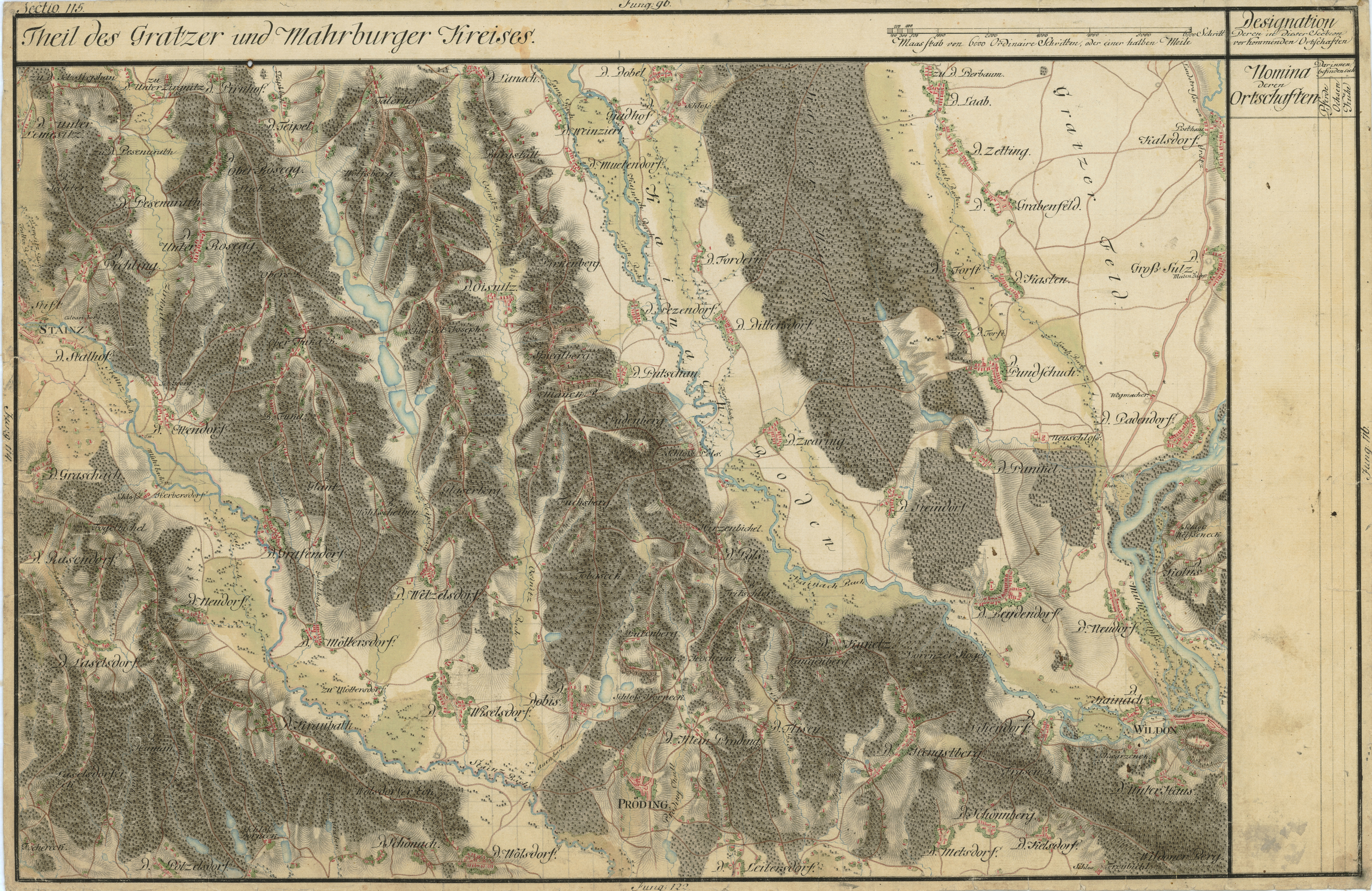
Unteres Stainztal, Kainachtal bis zur Mündung in die Mur bei Wildon, um 1790
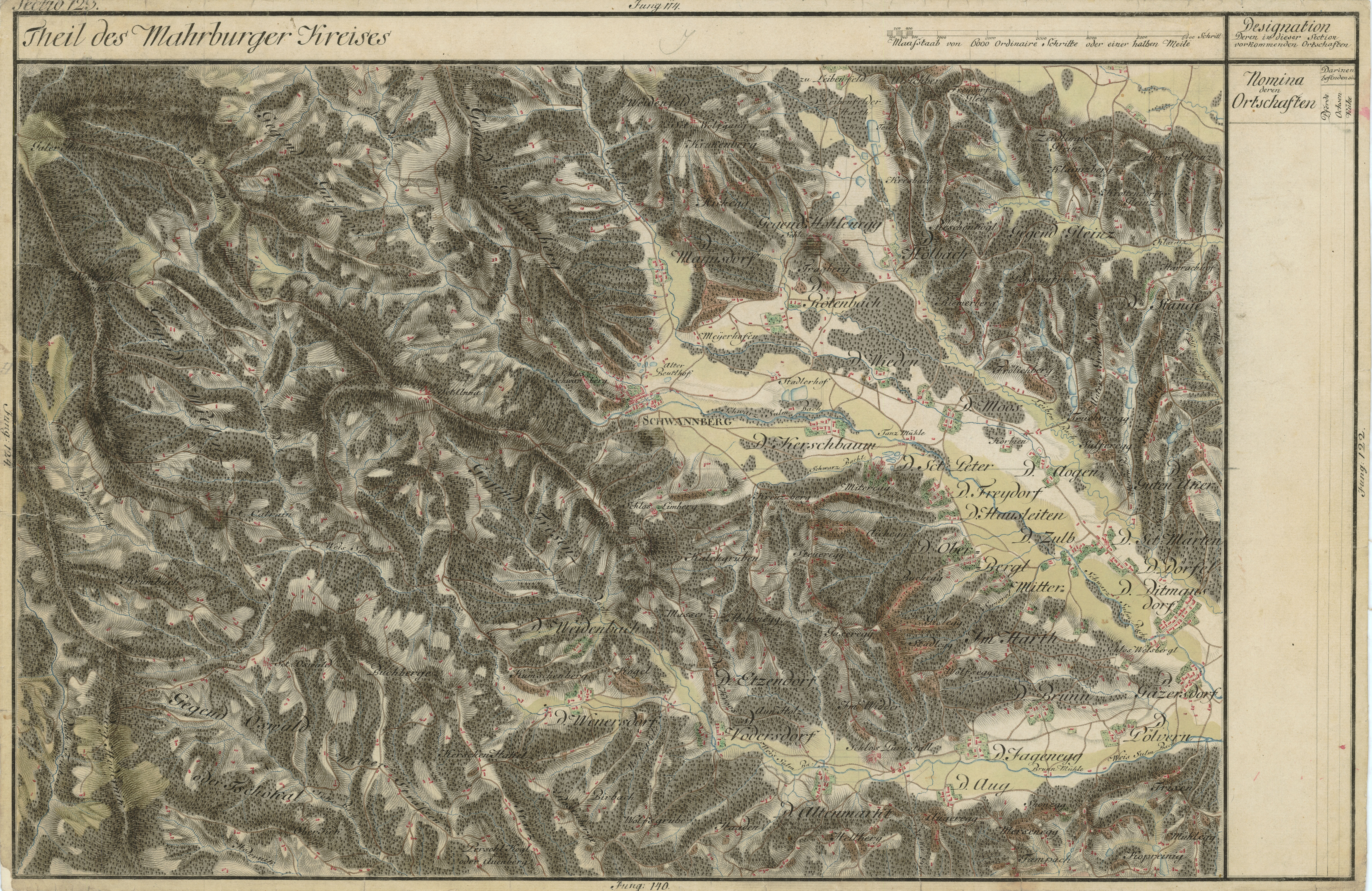
Schwanberg und Umgebung, um 1790
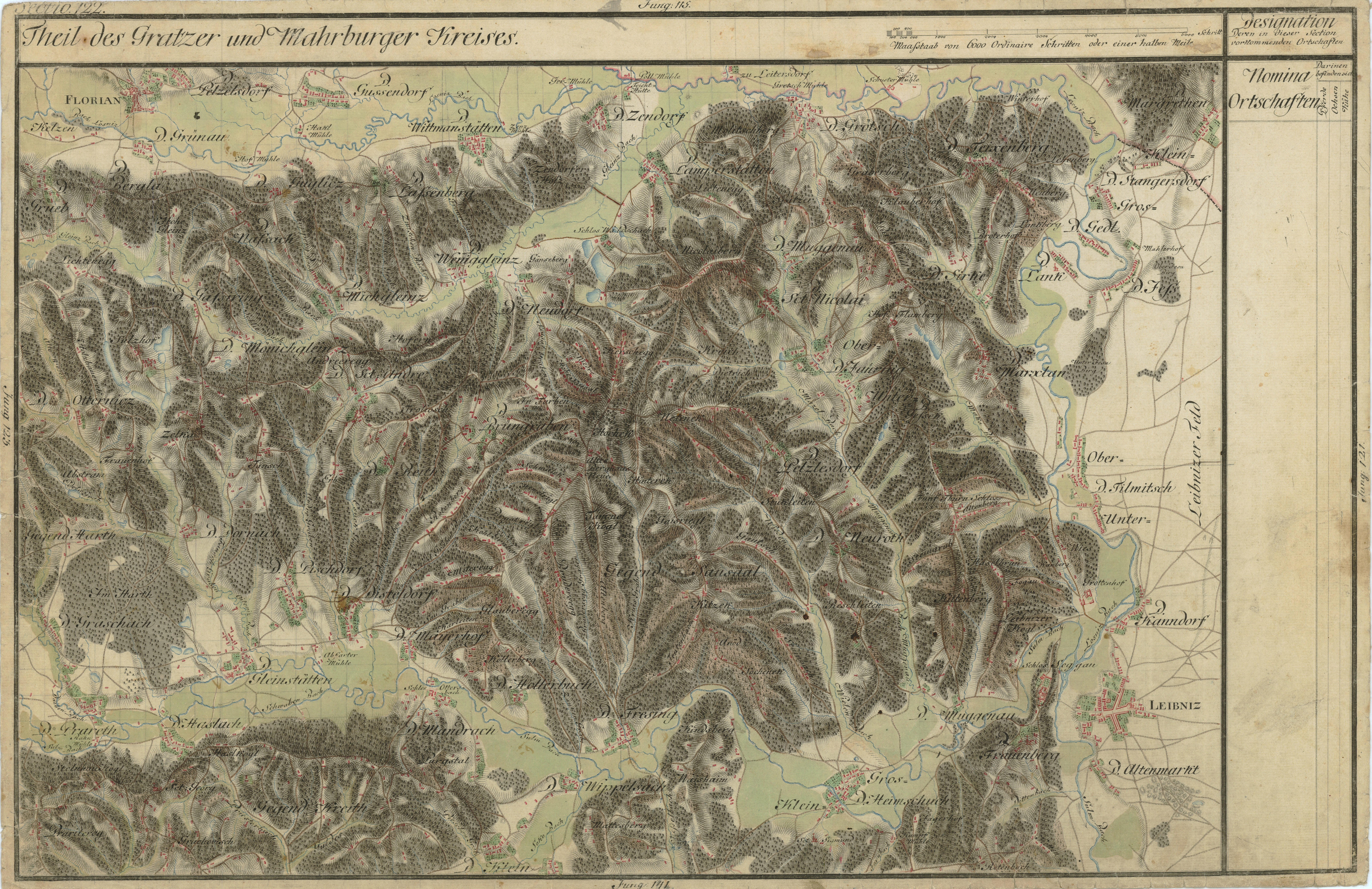
Sausal, Unterlauf von Laßnitz und Sulm, Leibnitz, um 1790
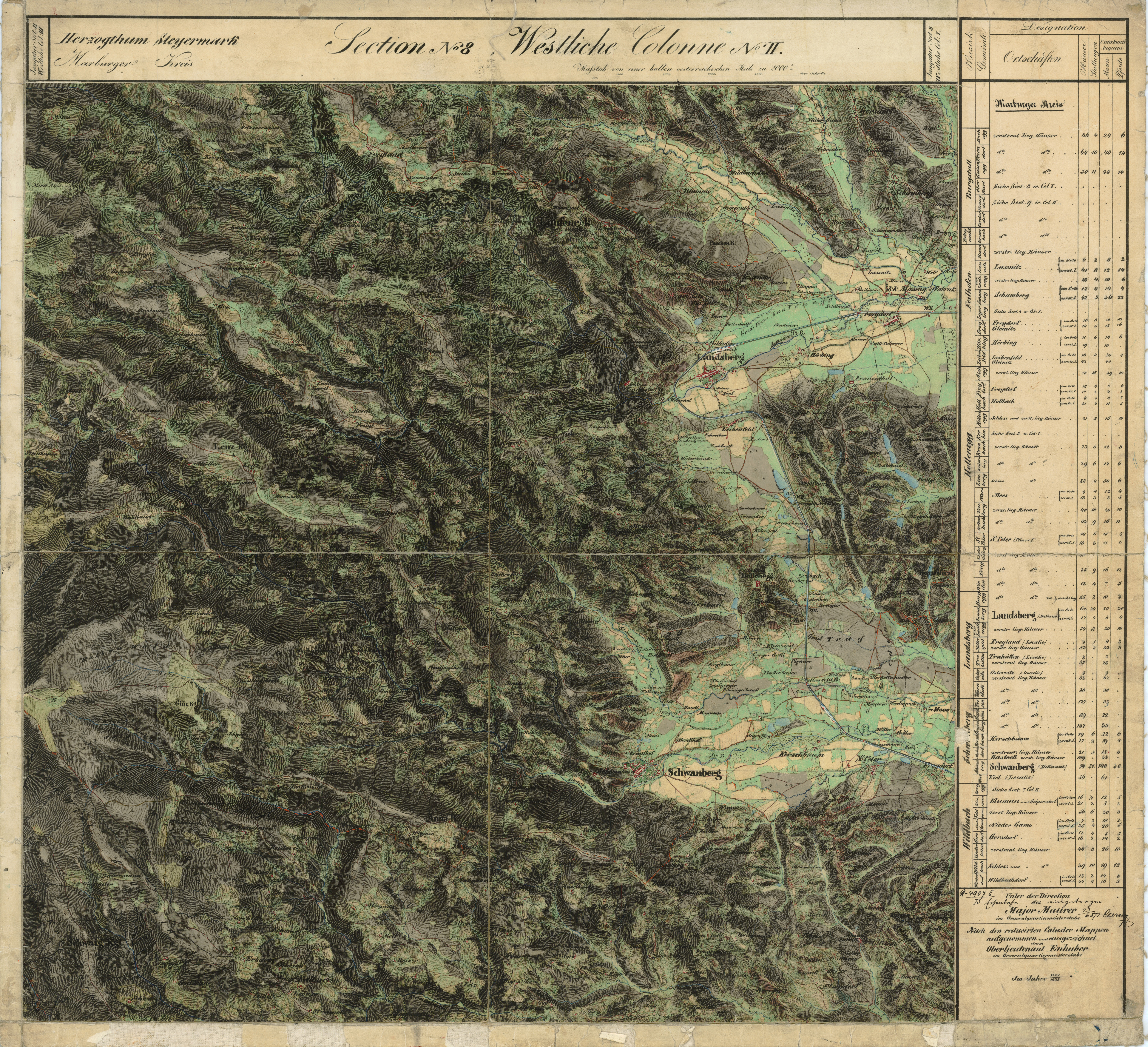
Franziszeische (2.) Landesaufnahme, Deutschlandsberg und Schwanberg, 1834/35
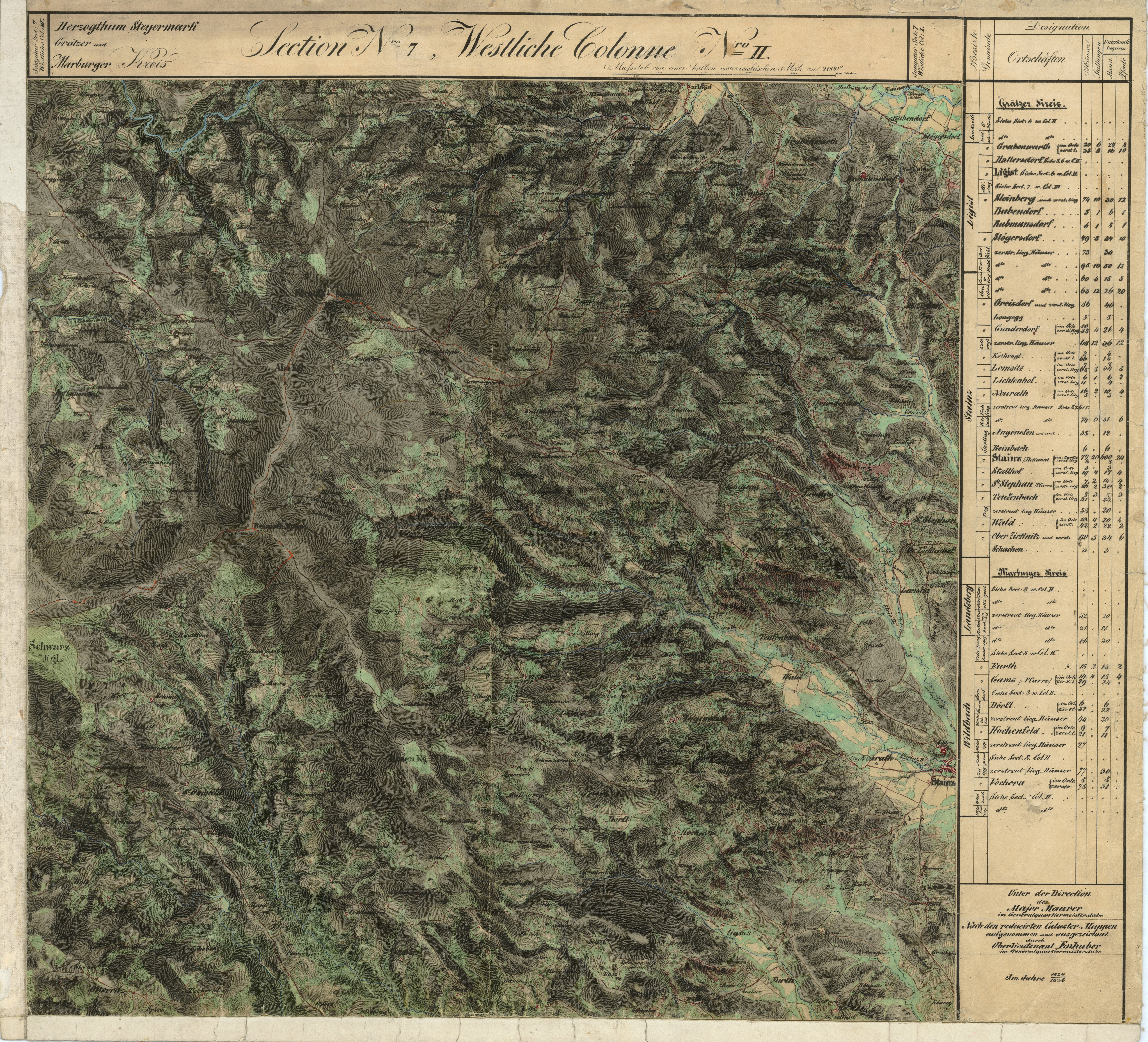
Der Westen von Stainz mit Teilen von Bad Gams und Ligist bis zum Schwarzkogel, 1834/35
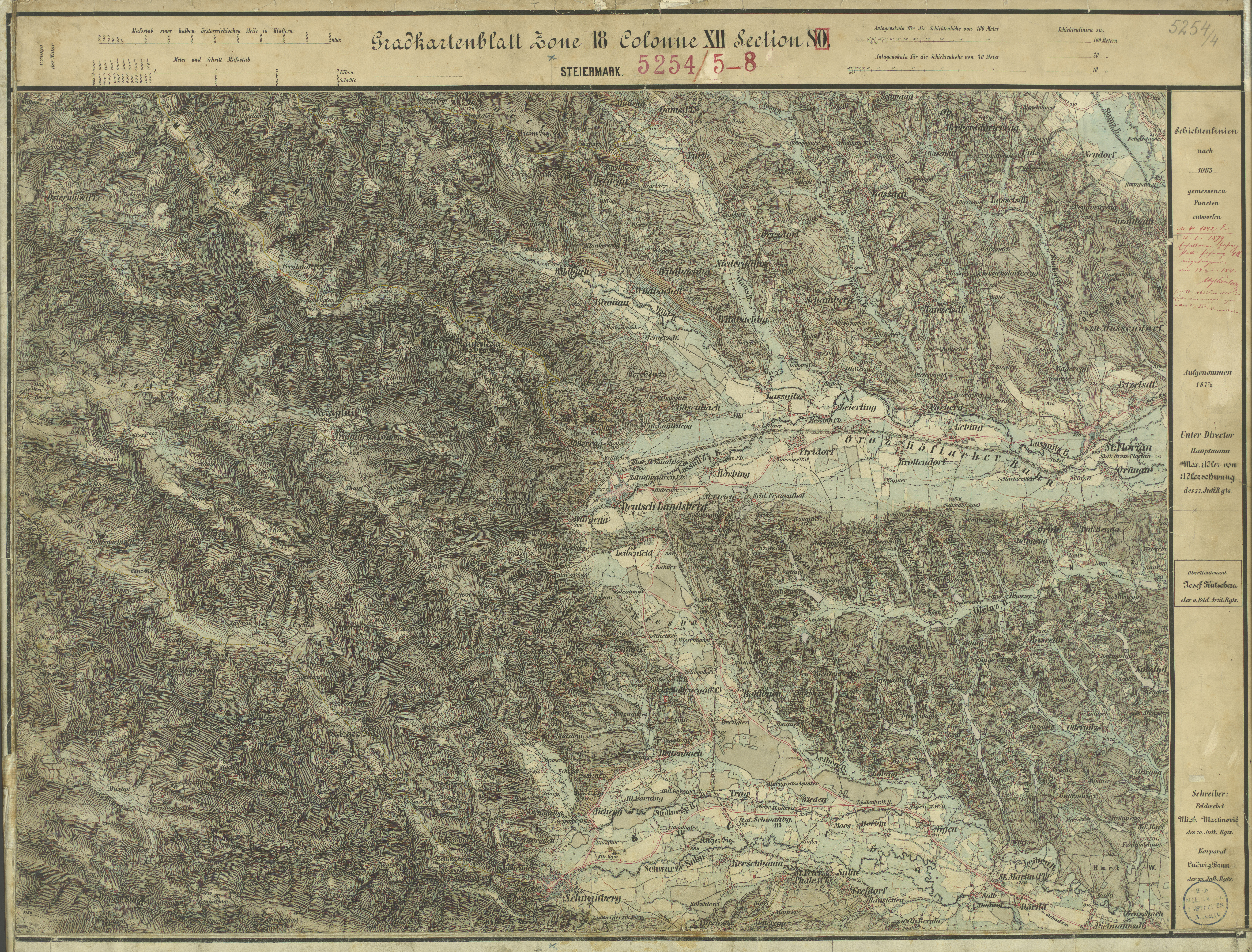
Deutschlandsberg und Schwanberg, Aufnahmeblatt, 1877/78
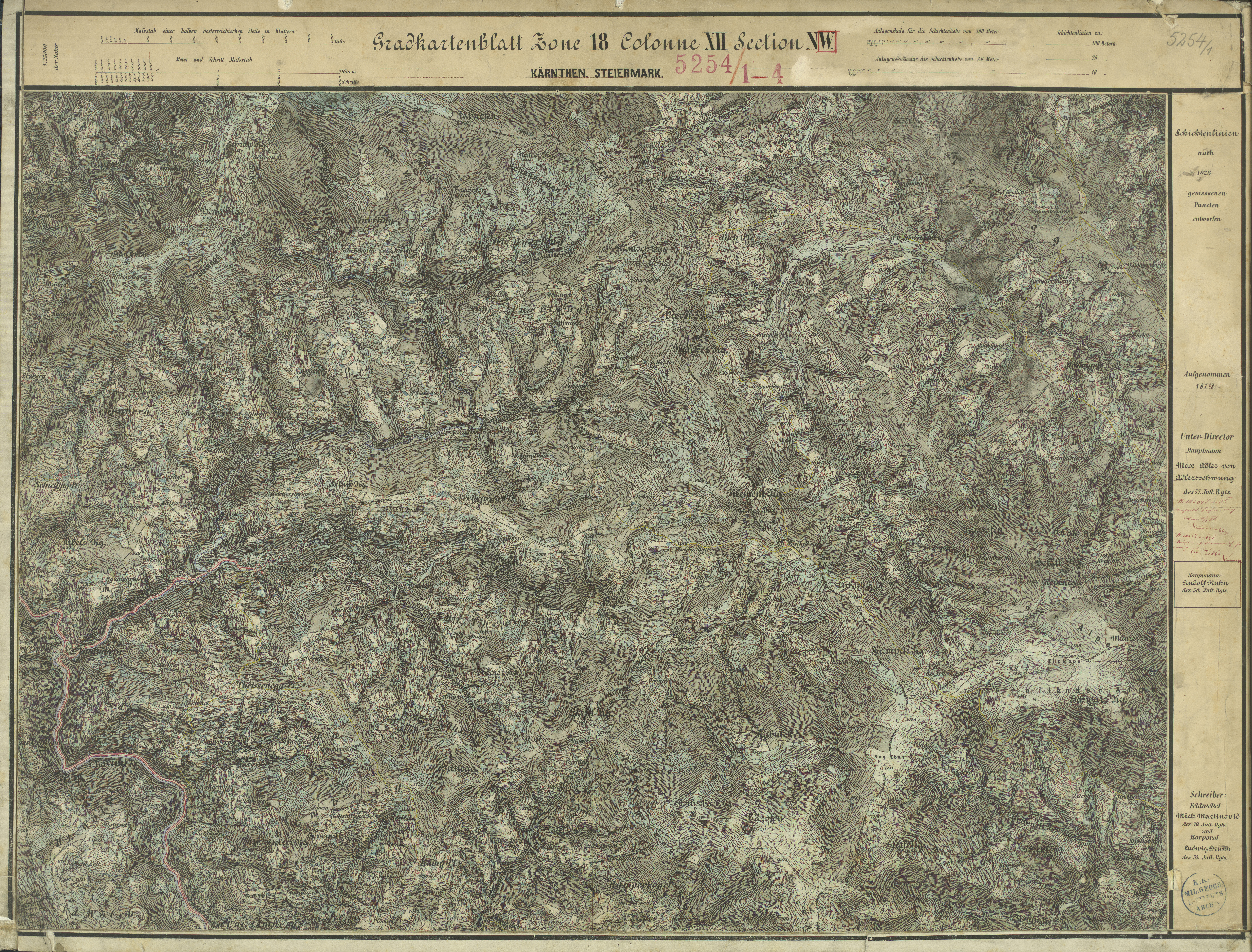
Pack und Hebalm, Verlauf der Packer Straße, 1877/78
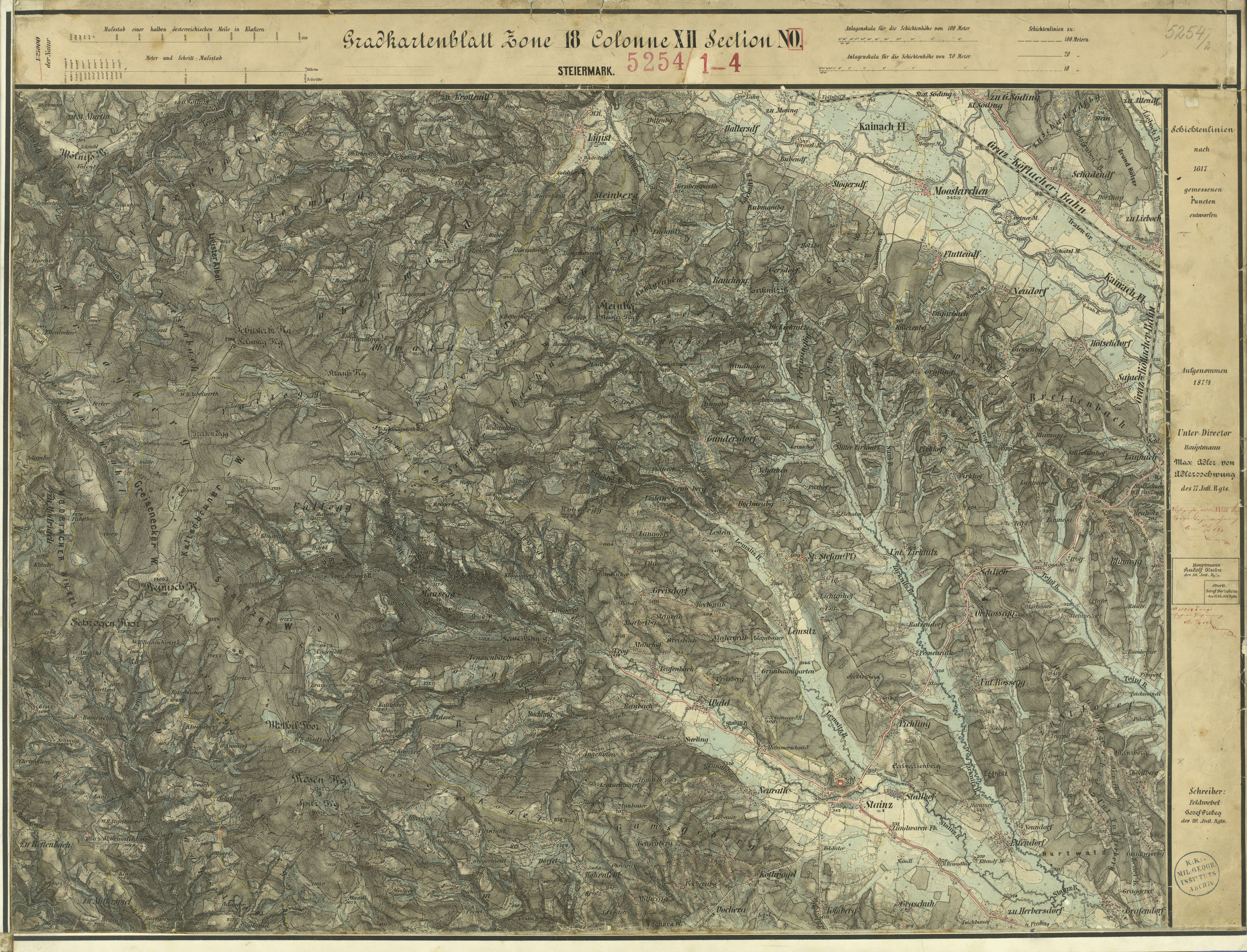
Stainz, Rosenkogel, Reinischkogel, 1877/78